# Jeux olympiques de 1904
Les Jeux olympiques de 1904, officiellement nommés Jeux de la IIIe olympiade, sont la troisième édition des Jeux olympiques modernes. Ils ont lieu à Saint-Louis aux États-Unis du 1er juillet au 23 novembre 1904. Les Jeux sont attribués à Saint-Louis en raison de l'exposition universelle qui s'y tient la même année. Les épreuves sont disputées à Saint-Louis et ses alentours.
Des pays ayant pris part à la précédente édition, dix-sept nations ne participent pas aux Jeux de 1904 et seule l'Afrique du Sud y fait une première apparition. Douze nations sont présentes à Saint-Louis, contre vingt-quatre en 1900. Ce sont 651 athlètes (dont six femmes) qui s'affrontent dans 16 sports et 17 disciplines sur un total de 91 épreuves.
La boxe, la crosse, le plongeon et le roque sont des sports présents aux Jeux olympiques pour la première fois tandis que le basket-ball, le football et le water-polo sont des sports de démonstration. Le format des trois médailles (or, argent et bronze) fait sa première apparition lors de ces Jeux.
Les nations les plus médaillées sont les États-Unis, l'Allemagne et le Canada. Les États-Unis terminent largement premiers au tableau des médailles avec plus de deux cents médailles de différence avec la deuxième nation. Le pays hôte remporte deux-cent-trente-et-une médailles dont soixante-seize en or. Le nombre de médailles attribuées au pays hôte est cependant contesté, de nombreux médaillés n'avaient pas encore la nationalité américaine lors des Jeux.
Les tensions causées par la guerre russo-japonaise ainsi que les difficultés pour se rendre à Saint-Louis au début du XXe siècle ont rendu ces Jeux très américains ; en effet, sur les 651 athlètes présents, seulement 62 provenaient de l'extérieur de l'Amérique du Nord.

## Sélection de la ville hôte

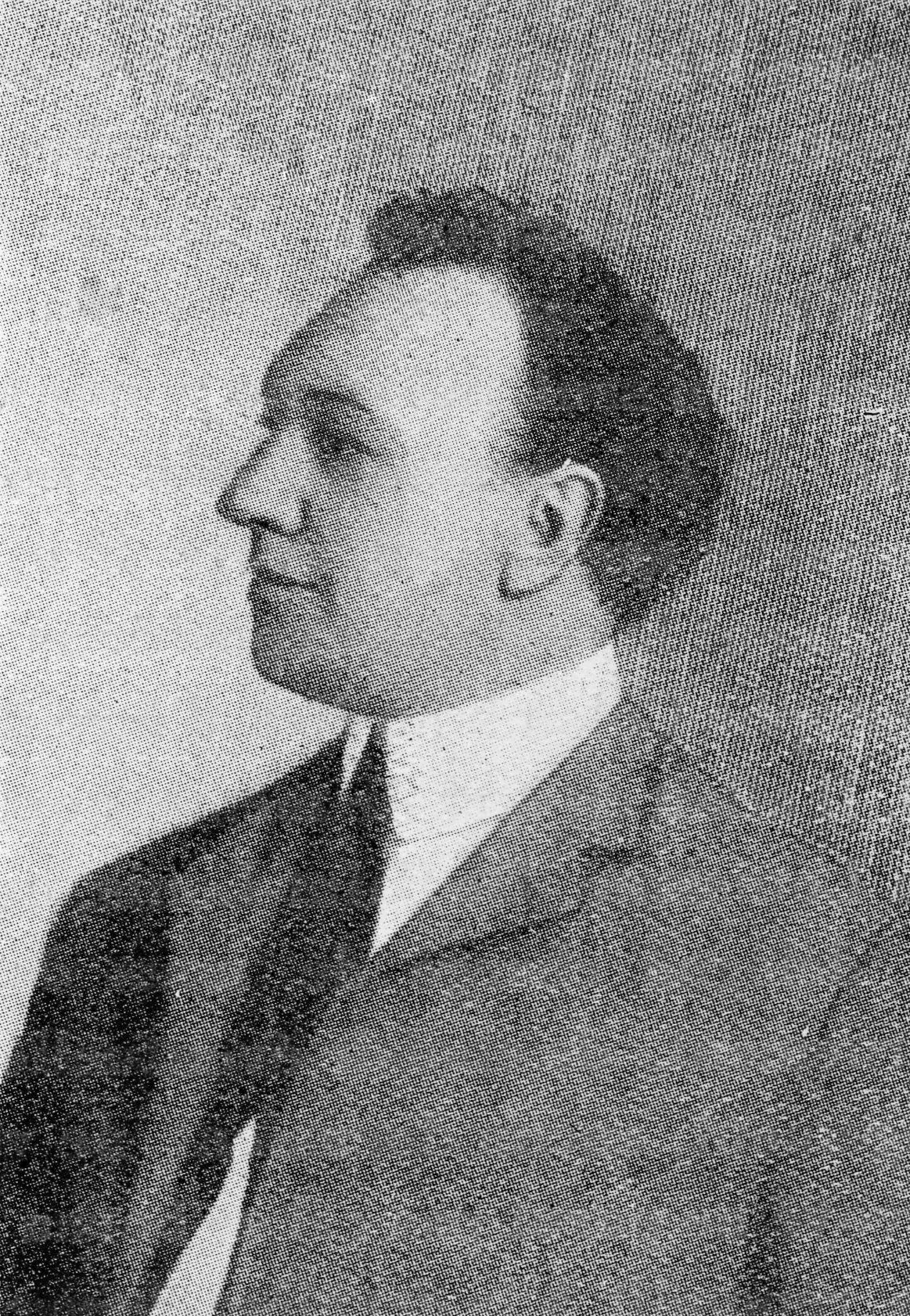
Henry J. Furber, président du Comité de candidature de Chicago.

Dès 1894 et la tenue du premier Congrès olympique à Paris, il est, selon les mots de Pierre de Coubertin, « tacitement entendu » que les Jeux olympiques de 1904 se tiendront aux États-Unis et ce afin de souligner le caractère universel et mondial des Jeux. Après Athènes en 1896, capitale de la Grèce, pays berceau des Jeux olympiques antiques et Paris en 1900, capitale de la France, pays d'origine de Coubertin, l'organisation de Jeux olympiques sur le sol américain sonne comme une évidence pour le Comité internationale olympique (CIO).

« Grèce, France, États-Unis : trinité de début très propre à accentuer le caractère mondial de l’institution et à l’établir sur des bases indiscutables. »

— Pierre de Coubertin, Mémoires olympiques.
Coubertin évoque en novembre 1896 la possibilité que les Jeux soient organisés non pas aux États-Unis, mais à Berlin ou à Stockholm,, mais il suggère également la ville de New York, qui lui semble être la plus propice à démontrer le caractère cosmopolite des Jeux. Durant les Jeux de Paris en 1900, les autorités sportives britanniques évoquent la possibilité que les compétitions soient organisées par Londres et que les Jeux de 1908 soient accueillis par les États-Unis ; les Américains parviennent cependant à les convaincre que l'inverse serait une meilleure option, d'autant que les Britanniques ne se montrent plus particulièrement désireux d'obtenir les Jeux de 1904,.
Si le pays d'accueil est connu d'avance, la ville hôte doit encore être désignée. Se présentent ainsi Philadelphie, New York, Chicago et Saint-Louis. Philadelphie est un temps pressentie pour accueillir les Jeux et les journaux annoncent déjà de façon certaine qu'ils se tiendront dans l'enceinte de l'université de Pennsylvanie,. Cependant, Coubertin annonce le 11 novembre 1900 depuis son domicile parisien que New York et Chicago ont ses faveurs et celles du CIO,.
Devant l'enthousiasme des représentants de la candidature de Chicago, parmi lesquels on compte William Rainey Harper, président de l'université de Chicago, et George Pullman, et se remémorant le faste de l'Exposition universelle de 1893 organisée dans la plus grande ville d'Illinois, Coubertin se montre séduit par l'organisation de Jeux olympiques dans cette ville,. Le 10 mai 1901, le Comité de Chicago, présidé par Henry J. Furber, fournit à Coubertin un dossier complet offrant notamment l'assurance d'un prêt gracieux des terrains de sport de l'université de Chicago si les Jeux y sont accueillis. Le projet de Chicago comprend aussi la construction d'un grand stade s'inspirant de l'architecture grecque.
Des critiques contre cette désignation qui semblait jouée d'avance fusent toutefois dans le pays, portées notamment par James Edward Sullivan,. Une « union internationale » tente même de supplanter le CIO et d'assurer l'organisation des Jeux olympiques modernes, tentative cependant qui reste sans suite,.
La ville de Chicago est malgré tout choisie à l'unanimité par les membres du CIO le 21 mai 1901 lors de la 4e session de l'institution olympique qui se tient à Paris au siège de l'Automobile Club de France,. Alors que Coubertin vient d'inviter William McKinley, le président des États-Unis depuis 1897, à proclamer l'ouverture des Jeux, celui-ci est assassiné le 14 septembre 1901. Son vice-président, Theodore Roosevelt, accède au pouvoir. Comme il est acquis à la cause de l'olympisme, l'horizon des Jeux de 1904 semble s'éclaircir,.
Cependant, les autorités chargées de l'organisation de l'Exposition universelle de 1904 à Saint-Louis dans le Missouri, commémorant le centenaire de la vente de la Louisiane en 1803 — d'où son nom en anglais, Louisiana Purchase Exposition — se montrent très intéressées voire véhémentes par l'organisation des Jeux olympiques en parallèle de l'Exposition,. Coubertin, bien que partagé par une telle association après les difficultés connues lors des Jeux olympiques de 1900, organisés eux aussi pendant une exposition universelle, propose aux membres du CIO de voter afin d'entériner le transfert. Le 23 décembre 1902, il réclame l'arbitrage du président américain sur ce changement de ville hôte, non sans avoir préalablement demandé aux membres du CIO leur avis. Sur les 26 membres et 21 votants, 14 ont voté pour, 2 contre et 5 se sont abstenus,. Le transfert est finalement officiellement acté par un télégramme qu'envoie Coubertin à Furber le 10 février 1903,,.

## Organisation

### Comité d'organisation
Le Olympic Games Committee (OGC), pour Comité des Jeux olympiques, s'organise rapidement après la désignation de Saint-Louis comme ville hôte des Jeux de la IIIe Olympiade. Son président d'honneur est Theodore Roosevelt. David R. Francis est le président de la Louisiana Purchase Exposition, c'est lui qui déclare l'ouverture des Jeux. En sa qualité de chef du département de la culture physique de l'Exposition universelle de 1904, James E. Sullivan est désigné directeur des Jeux olympiques de 1904 et en devient le principal organisateur. Le Comité est de plus composé de Walter H. Liginger, président de l'Amateur Athletic Union (AAU), de John J. O’Connor, président de la division ouest de l'AAU, de Harry McMillan, ancien président de l'AAU et de Henry
Garneau, ancien président de la division ouest de l'AAU.

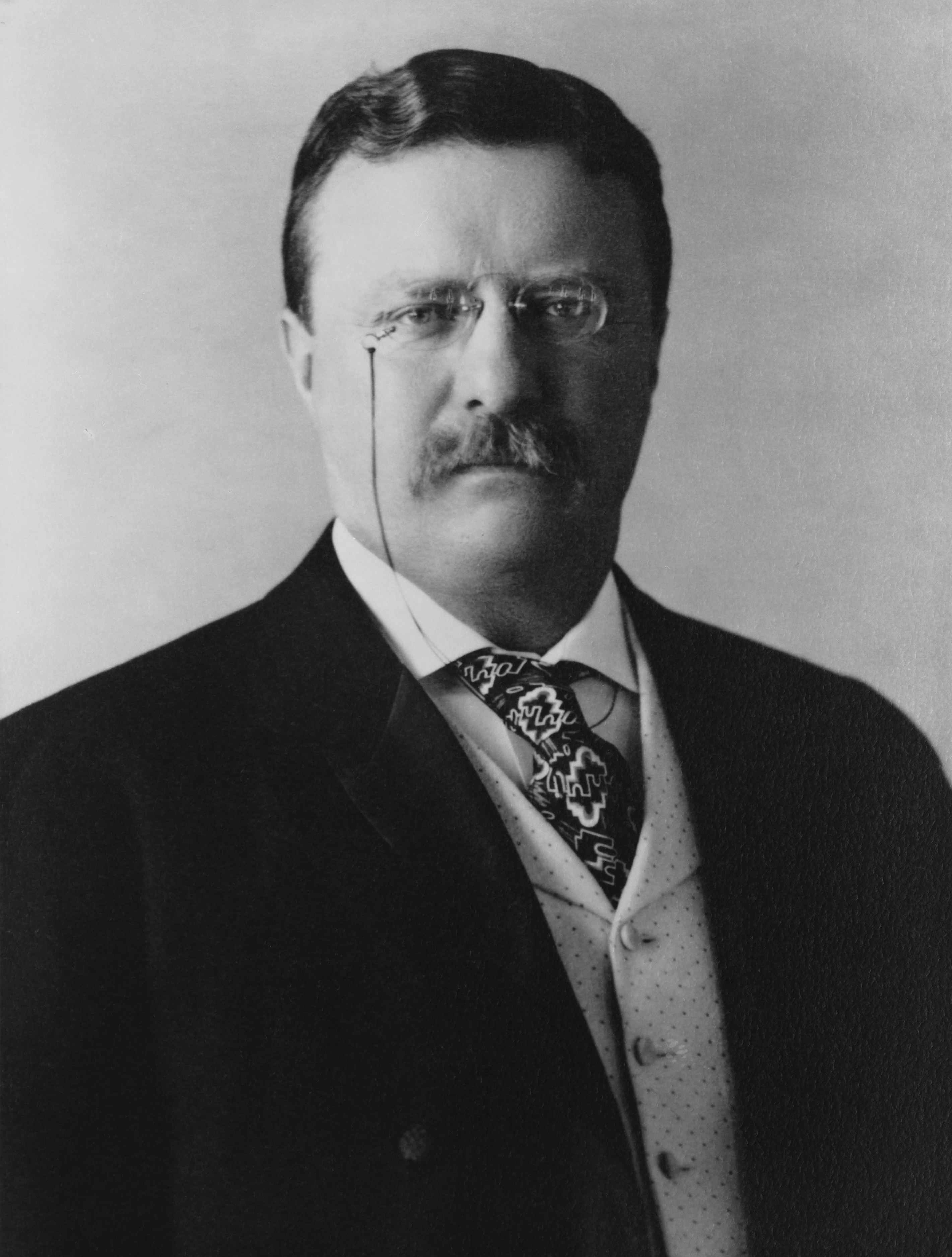
Theodore Roosevelt, président d'honneur.
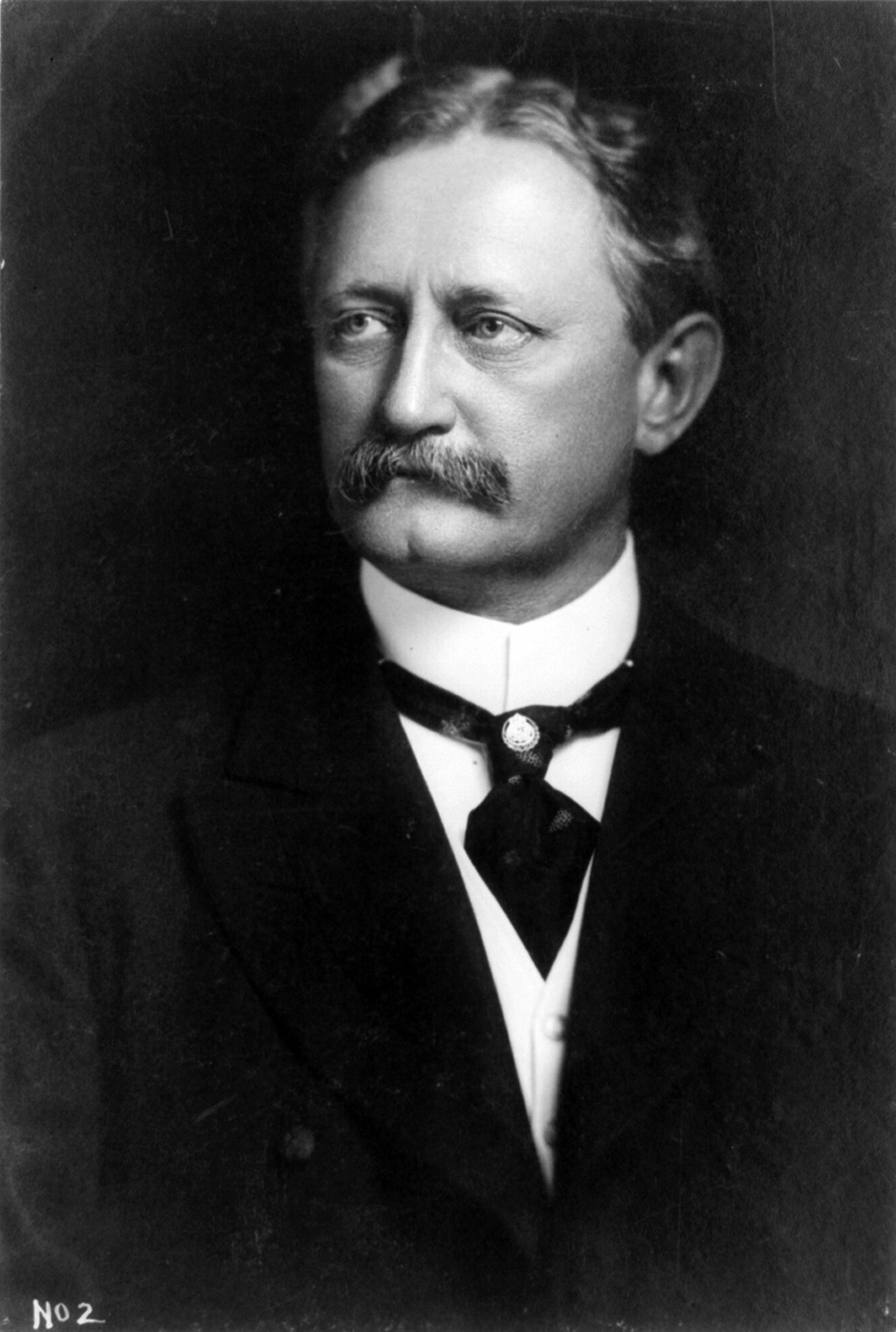
David R. Francis, président de la Louisiana Purchase Exposition.
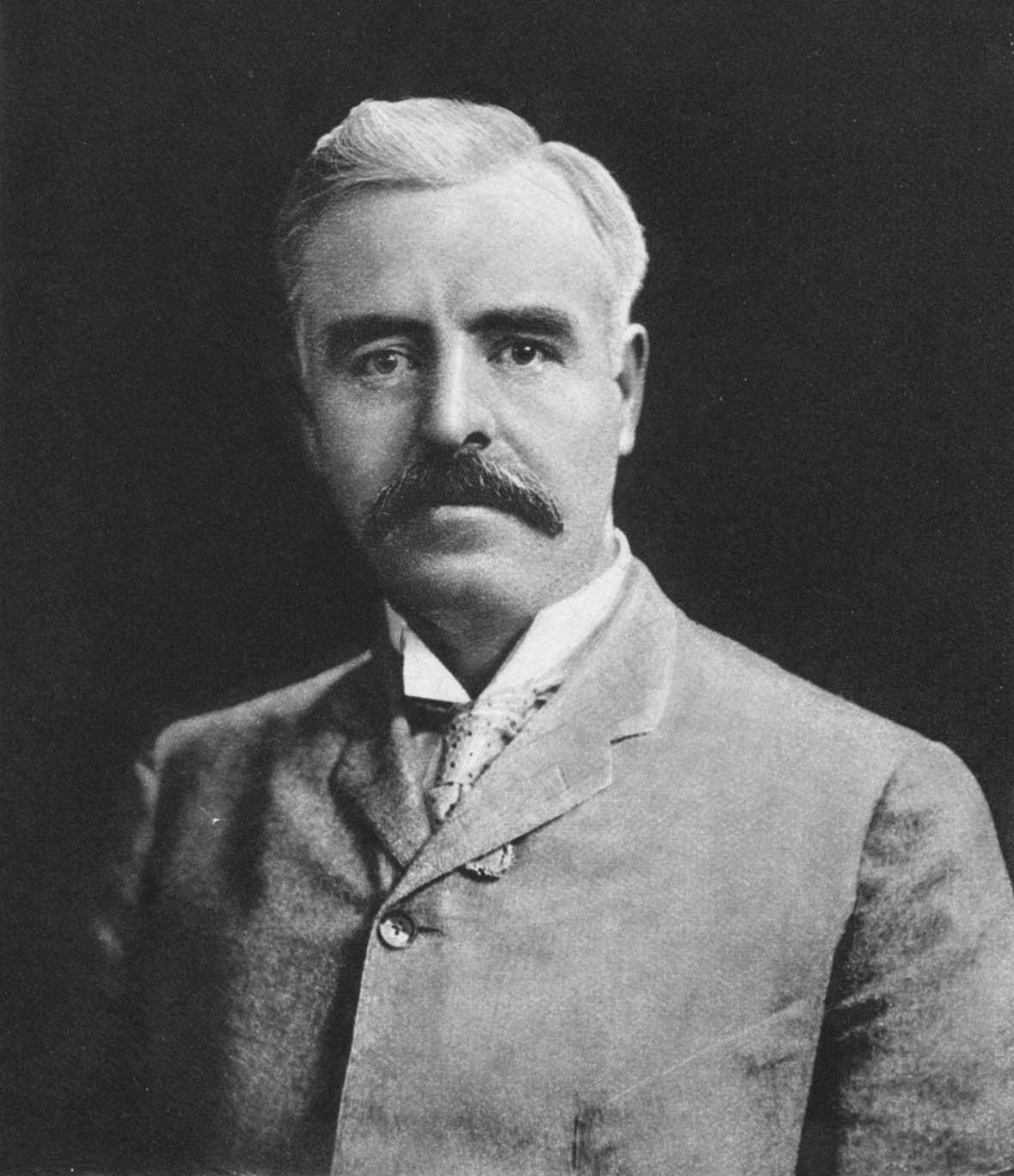
James Edward Sullivan, directeur des Jeux.

Hormis les trois membres américains du CIO – W. M. Sloane, James H. Hyde et Caspar Whitney – rares sont ceux qui traversent l'Atlantique. Coubertin refuse la tenue de la 6e session du CIO en terre américaine par crainte d'un nombre très faible de participants et donc une perte de crédibilité du mouvement olympique. Elle est finalement organisée à Londres du 20 au 22 juin 1904 et donne lieu à l'élection de Rome comme ville hôte des futurs Jeux olympiques de 1908. L'éruption du Vésuve le 7 avril 1906 remet en cause cette attribution, et les Jeux de la IVe Olympiade seront finalement accueillis par la capitale britannique.

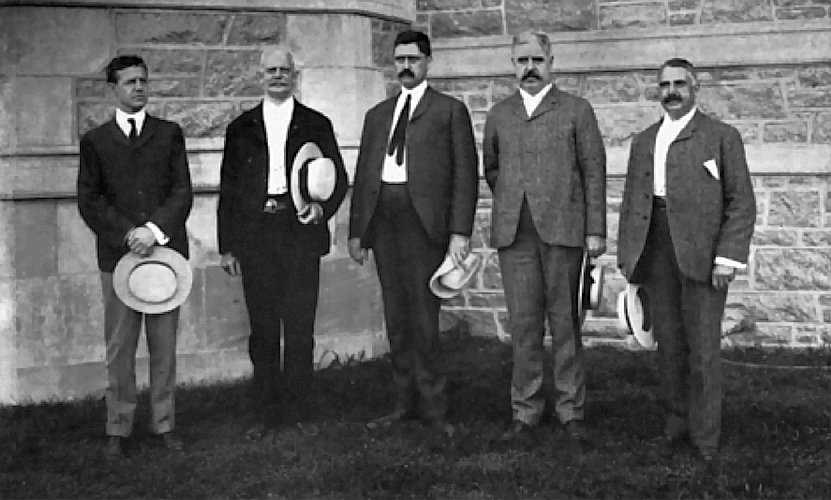
Henry Garneau, Harry McMillan, John J. O’Connor, James E. Sullivan et Walther H. Liginger.

Alors que rares encore étaient les fédérations sportives internationales à l'époque, elles qui ont, entre autres, pour rôle d'uniformiser les règles des sports dont elles sont responsables, c'est l'Amateur Athletic Union, dont James Edward Sullivan est secrétaire, qui organise la grande majorité des épreuves sportives et en décide donc des règles, selon les normes américaines. Les divergences de règlementation de part et d'autre de l'Atlantique conduisent à de nombreuses incompréhensions entre les arbitres, tous américains, et certains compétiteurs, voire à du favoritisme au bénéfice des athlètes originaires du pays hôte, ce qui sonnait comme une revanche après des traitements similaires pour les Américains à Paris quatre ans auparavant.
Contrairement à ce qui est aujourd'hui demandé aux Comités d'organisation des Jeux olympiques dans la Charte olympique, l'Olympic Games Committee n'a pas produit de rapport officiel des Olympiades. Ce rapport compile habituellement toutes les informations utiles sur l'obtention, l'organisation et la tenue des Jeux, ainsi que les résultats des épreuves sportives. Toutefois, deux ouvrages sont considérés comme rapports officiels par le CIO et les historiens olympiques, tous deux édités en 1905 et écrits en langue anglaise,. Le premier, le plus apprécié car le plus illustré des deux, est le Spalding’s Official Athletic Almanac for 1905, édité par Albert Spalding et rédigé par Sullivan. Le second a pour titre The Olympic Games 1904 et est édité par Charles J. P. Lucas,. Le peu de place accordée aux célébrations olympiques dans les divers rapports de l'Exposition universelle témoigne du faible engouement des spectateurs pour les compétitions.

### Relations entre Coubertin et Sullivan
Les relations entre Coubertin et Sullivan sont pour le moins tendues,,. Les deux hommes se sont pour la première fois rencontrés à New York en novembre 1893. Tous deux ont une conception différente de l'organisation d'évènement sportifs de l'ampleur, certes naissante, des Jeux olympiques.
Sullivan tente à de nombreuses reprises de supplanter Coubertin et le CIO. Il propose qu'en marge de l'exposition pan-américaine organisée à Buffalo en 1901 se tiennent des Jeux olympiques sous les auspices de l'AAU,.
Le président du CIO montre peu d'intérêt et d'implication dans l'organisation des compétitions et ne se rend pas aux États-Unis pour assister aux Jeux,.

### Promotion

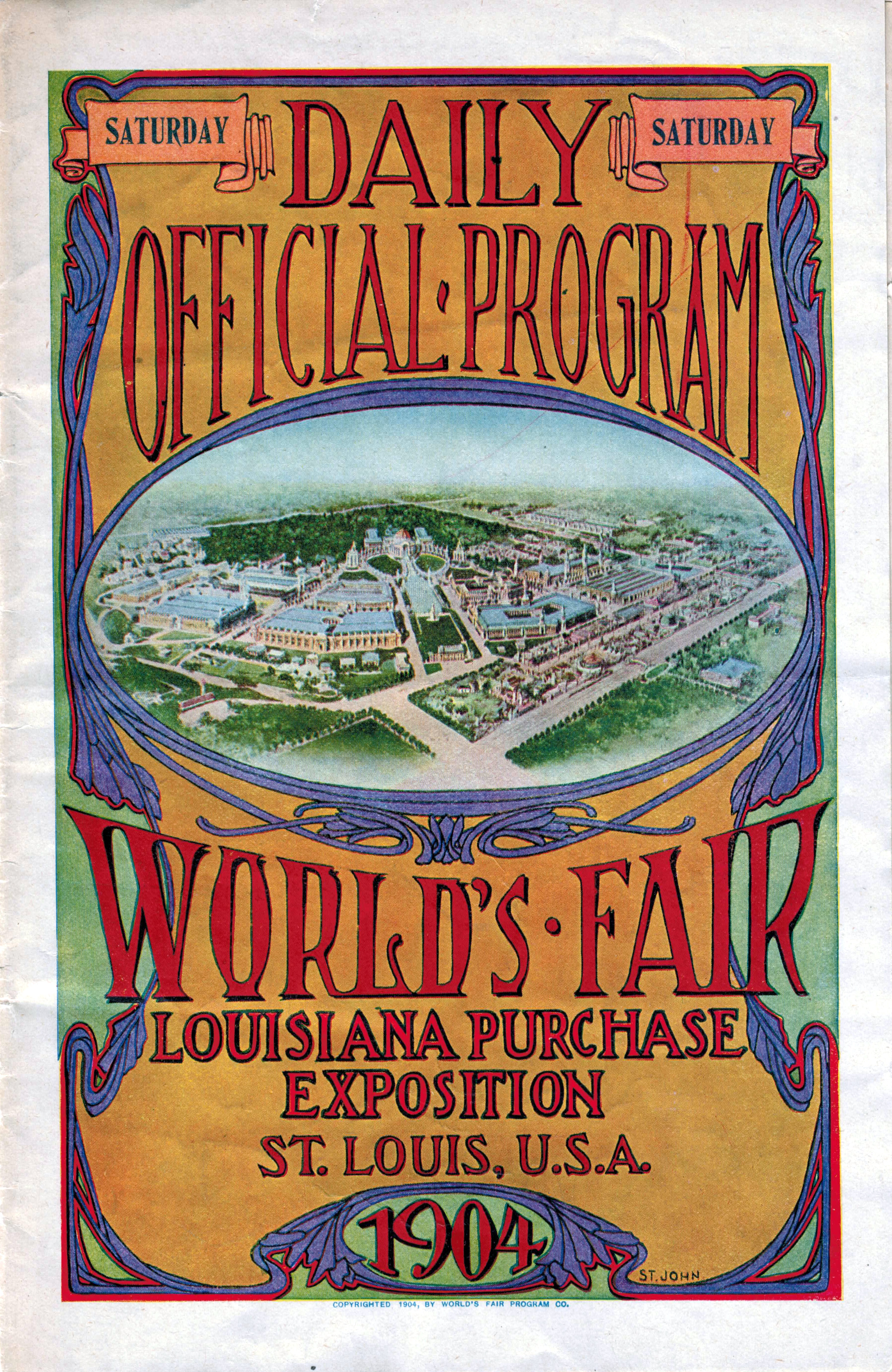
Couverture d'un programme journalier.

En 1895, la maison Thomas Cook & Son à Londres, prémices du groupe Thomas Cook, signe avec le CIO un partenariat couvrant les trois premières Olympiades pour en assurer la publicité en Europe mais également organiser des voyages pour s'y rendre.
En France, la promotion des Jeux est notamment assurée par Brentano's, grande librairie anglophone de Paris dans laquelle on pouvait trouver les informations et les renseignements utiles aux Européens souhaitant se rendre aux États-Unis pour assister aux Jeux.
Aucun environnement graphique n'est créé pour cette Olympiade. Il n'y a donc ni mascotte, ni torche ni même affiche produites pour la promotion des Jeux. La couverture du programme journalier est toutefois considérée comme l'affiche de ces Jeux, bien qu'il n'y soit fait aucune mention,. C'est une création Art nouveau de St. John, illustrant une vue générale de l'Exposition universelle,,. Un poster non officiel sera réalisé bien après les Jeux à la demande des collectionneurs en se basant sur la couverture du programme journalier et faisant apparaître cette fois les termes Olympic Games.
Bien que des oblitérations postales et des vignettes sont créées pour l'Exposition universelle, il n'y est jamais fait mention des Jeux olympiques,.

### Programme
Les compétitions sportives sont étalées sur plusieurs mois alors que se tient l'Exposition universelle. Le Comité d'organisation des Jeux olympiques fournit au CIO un premier programme sportif, approuvé par l'organisation olympique et annoncé dans la Revue olympique d'octobre 1903. L'ouverture de la IIIe Olympiade est annoncée pour le 1er mai 1904 et sa clôture pour le 1er décembre de cette même année. Le Spalding’s Official Athletic Almanac for 1905 contient lui aussi un programme des épreuves, mais différant légèrement de celui annoncé dans la Revue olympique.
Aujourd'hui, le CIO ne retient que certaines des épreuves qui se sont tenues entre le 1er juillet et le 23 novembre. Une certaine confusion pour déterminer les épreuves réellement considérées comme olympiques existe, à cause de la volonté de Sullivan de qualifier toutes les épreuves sportives organisées durant l'Exposition universelle d'« olympiques ». L'on se base aujourd'hui sur divers facteurs afin de clarifier la situation. En effet, les épreuves olympiques doivent être ouvertes à toutes les nationalités et à tous les compétiteurs, ne pas inclure de handicap et être réservées aux amateurs, exception faite pour l'escrime, pour laquelle des maîtres professionnels sont autorisés à participer dans une épreuve qui leur est réservée. Ce ne fut pas le cas à Saint-Louis, toutes les épreuves considérées comme olympiques sont donc réservées aux amateurs.
| Compétition olympique | Compétition partiellement olympique | Sport de démonstration |

| Mois      | Date                  | Dénomination                                                               | Participants |
| --------- | --------------------- | -------------------------------------------------------------------------- | ------------ |
| Mai       | 14                    | Rencontres inter-scolaires réservées aux étudiants de Saint-Louis          | 136          |
| Mai       | 21                    | Rencontres d'athlétisme ouvertes avec handicap                             | 90           |
| Mai       | 28                    | Rencontres inter-scolaires réservées aux étudiants de Louisiane            | 122          |
| Mai       | 30                    | Championnats des écoles élémentaires                                       | 68           |
| Juin      | 2                     | Rencontres de l'AAU avec handicap                                          | 195          |
| Juin      | 3                     | Rencontres juniors de l'AAU                                                | 187          |
| Juin      | 4                     | Rencontres seniors de l'AAU                                                | 183          |
| Juin      | 11                    | Championnats des universités de la côte ouest                              | 124          |
| Juin      | 23                    | Démonstration de masse des Turners                                         | 3500         |
| Juin      | Du 20 au 25           | Tournoi universitaire de baseball                                          | 99           |
| Juin      | 25                    | Championnats internationaux olympiques des universités                     | 110          |
| Juin      | 29 et 30              | Championnats inter-scolaires                                               | 258          |
| Juillet   | 1er et 2              | Championnats individuels et collectifs des Turners (gymnastique)           | 789          |
| Juillet   | 4                     | Championnats de all-round de l'AAU (décathlon)                             | 7            |
| Juillet   | Du 5 au 7             | Crosse                                                                     | 33           |
| Juillet   | 11 et 12              | Championnats olympiques de basket-ball                                     | 44           |
| Juillet   | 13 et 14              | Championnats universitaires de basket-ball                                 | 15           |
| Juillet   | Du 20 au 23           | Championnats des sports gaéliques : hurling et football gaélique           | 140          |
| Juillet   | 29 et 30              | Régate olympique internationale (aviron)                                   | 131          |
| Juillet   | 29                    | Rencontres d'athlétisme avec handicap des associations de l'ouest de l'AAU | 90           |
| Juillet   | 30                    | Championnats des associations de l'ouest de l'AAU                          | 100          |
| Août      | Du 1er au 6           | Cyclisme                                                                   | 124          |
| Août      | Du 1er au 12          | Roque                                                                      | 3            |
| Août      | Du 15 au 20           | Championnats d'athlétisme des YMCA                                         | 393          |
| Août      | Du 29 au 3 Du 29 au 2 | Tennis                                                                     | 92           |
| Septembre | Du 29 au 3 Du 29 au 2 | Athlétisme                                                                 | 545          |
| Septembre | Du 5 au 7             | Championnats internationaux de natation et de water-polo                   | 308          |
| Septembre | Du 6 au 8             | Championnats internationaux d'escrime                                      | 42           |
| Septembre | Du 19 au 24           | Tournoi olympique de golf                                                  | 74           |
| Septembre | Du 19 au 21           | Tir à l'arc                                                                | 35           |
| Septembre | Du 21 au 23           | Championnats internationaux de boxe                                        | 28           |
| Octobre   | 14 et 15              | Championnats de lutte de l'AAU                                             | 62           |
| Octobre   | 28                    | Championnats de gymnastique de l'AAU                                       | 38           |
| Novembre  | 12                    | Tournoi universitaire de football                                          | 340          |
| Novembre  | Du 16 au 17           | Tournoi associatif de football                                             | 50           |

### Participants
Définir précisément un nombre exact de participants et de nations présentes aux Jeux n'est pas chose aisée. En effet, les sources divergent et ne s'accordent pas sur le nombre d'athlètes présents. Le Comité international olympique avance 651 participants, avec 645 hommes et 6 femmes originaires de 12 pays,. La base de données Olympedia compte 650 engagés, dont 644 hommes et 6 femmes. Bill Mallon dans 1904 Olympic Games - Analysis and Summaries propose lui un nombre de 630 athlètes avec 624 hommes et 6 femmes. Le journal L'Équipe retient quant à lui 617 athlètes avec 609 hommes et 8 femmes.
Ces divergences proviennent du fait que de toutes les épreuves disputées dans le cadre de l'Exposition universelle ne sont pas forcément considérées comme olympiques par les différentes sources. Le CIO retient 95 épreuves, L'Équipe seulement 89.
La participation des femmes reste très limitée. En effet, les six, (ou huit) participantes ne concourent qu'en tir à l'arc. C'est pendant les Jeux de 1900 que les femmes sont pour la première fois autorisées à participer aux Jeux malgré les réticences de Pierre de Coubertin, notamment en tennis, golf ou en croquet (elles sont interdites de participation aux épreuves d'athlétisme jusqu'aux Jeux de 1928). Des femmes prennent également part à des combats de boxe, mais leurs résultats ne sont aujourd'hui pas comptabilisés car ces épreuves sont considérées comme sport de démonstration,.

#### Sportifs
Selon les chiffres du CIO, 651 athlètes dont 6 femmes participent aux Jeux de Saint-Louis alors qu'ils étaient 997 dont 22 femmes aux Jeux de 1900 à Paris.
La grande majorité des athlètes présents durant les Jeux sont originaires du pays hôte. En effet, ce sont pas moins de 523 athlètes sur 651 selon le décompte du CIO qui sont américains. Les athlètes présents en dehors du continent nord-américain auront des difficultés financières à envoyer des athlètes en Amérique, c'est pour ça que peu d'athlètes autres que les Américains et les Canadiens seront présents. Les coureurs du marathon Len Taunyane et Jan Mashiani furent les premiers participants africains noirs à des Jeux olympiques.

#### Délégations
La participation des athlètes des deux pays de la guerre russo-japonaise se déroulant à la même période est impossible. Il faut ajouter à cela les coûts du voyage,. Seules dix nations hors Amérique du Nord participent à ces Jeux olympiques.
Les 12 pays participants sont les suivants (le nombre indiqué entre parenthèses correspond au nombre d'athlètes engagés connus pour chaque délégation, qui recense 651 athlètes dont 6 femmes) :
| - Afrique du Sud (2), - Allemagne (17) - Australie (2) - Autriche (2) | - Canada (43), - Cuba (3) - États-Unis (523) - France (1) | - Grande-Bretagne (3) - Grèce (14) - Hongrie (4) - Suisse (1) | Selon certaines sources : - Italie (1) - Norvège (3) Dominion de Terre-Neuve (1) |

La prise en compte de la participation de la France porte à contestation, car le Comité olympique français n'a pas envoyé d'athlètes à ces Jeux. Albert Corey, résident américain de nationalité française est inscrit à titre individuel et sa médaille d'argent sera comptabilisée en faveur d'une équipe mixte. Il en va de même pour l'Italie, représentée par le cycliste Frank Bizzoni qui vivait aux États-Unis depuis quelques mois.

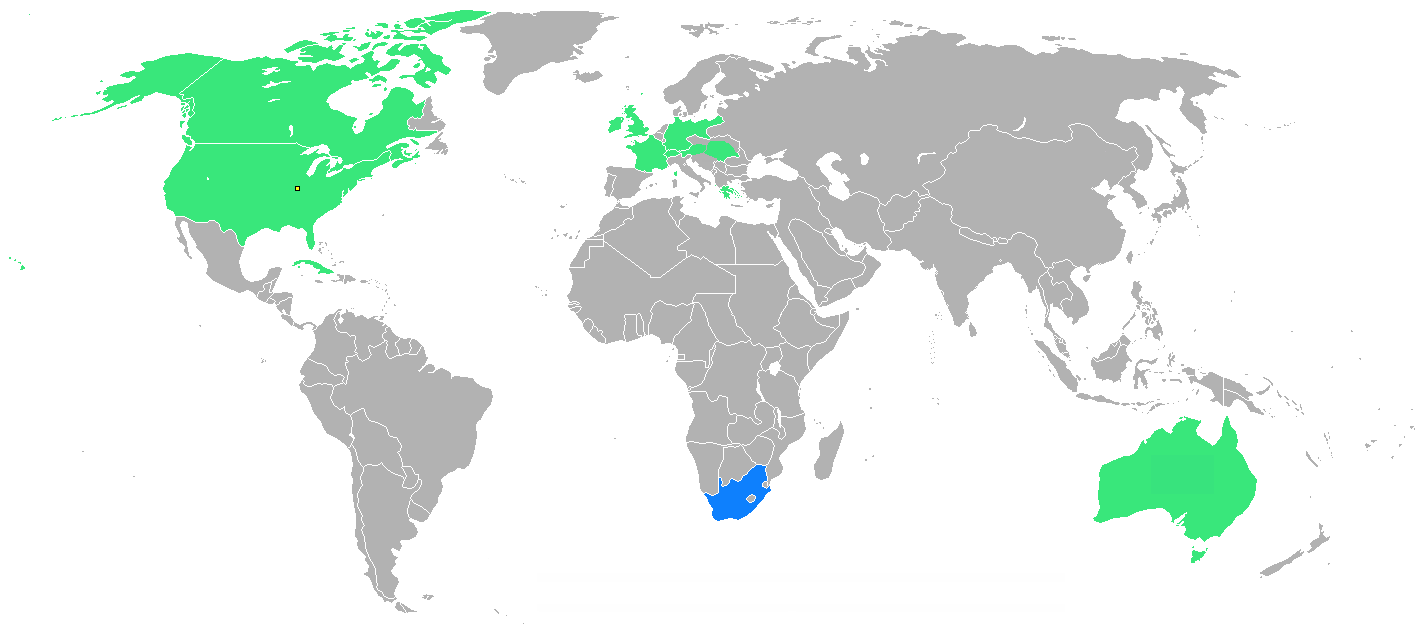
Carte des nations participantes.
Pays participant pour la première fois.
Pays ayant déjà participé.

La grande majorité des athlètes présents durant les Jeux sont originaires du pays hôte. Ces athlètes ne sont pas regroupés comme cela est le cas aujourd'hui en un Comité national olympique, en l'occurrence l'USOC, qui n'est formellement créé qu'en 1921, mais en plusieurs équipes d'universités et en clubs athlétiques. Les principales équipes qui se partagent la majorité des médailles sont l'Irish American Athletic Club, la Chicago Athletic Association, le Milwaukee Athletic Club, le New York Athletic Club, le Mohawk Athletic Club et l'équipe d'athlétisme de l'université de Chicago.
Le Canada voisin, bien qu'encore un dominion de l'Empire britannique, envoie à Saint-Louis une délégation indépendante composée de 43 membres, participants eux aussi sous la bannière de leurs clubs, comme l'Association des athlètes amateurs de Montréal (MAAA).

Logos des principaux clubs nord-américains
Logo de l'Irish American Athletic Club.
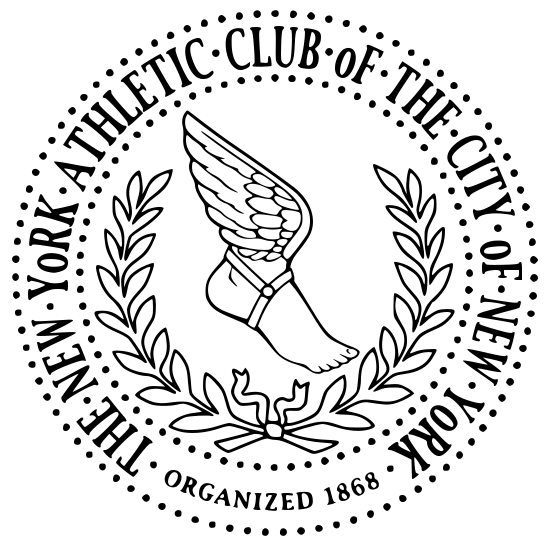
Logo du New York Athletic Club.
Logo du Mohawk Athletic Club.
Logo du Milwaukee Athletic Club.
Logo de la Chicago Athletic Association.
Logo de l'équipe d'athlétisme de l'université de Chicago.
Logo de la MAAA.

### Prix et médailles

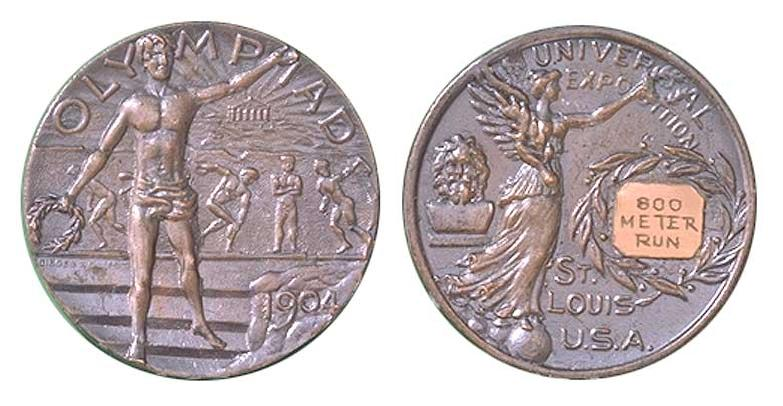
La médaille d'argent d'Howard Valentine sur 800 mètres.

C'est à l'occasion des Jeux de Saint-Louis que les trois médailles d'or, d'argent et de bronze sont pour la première fois remises respectivement aux premier, deuxième et troisième de chaque épreuve,. Ces médailles, frappées par Dieges & Clust à New York, ont un diamètre de 39 mm, une épaisseur de 3 mm et une masse de 30 g. Elles sont accrochées à un ruban de tissus bleu, blanc, rouge et or destiné à être épinglé sur le torse de l'athlète.
L'avers de la médaille représente un athlète dénudé se tenant sur des marches d'escalier, levant le bras gauche et tenant dans sa main droite une couronne de laurier, symbole antique de victoire. Il devance des bas-reliefs illustrant des disciplines sportives, alors qu'au fond apparaît un temple grec, représentant certainement l'Acropole à Athènes. La mention OLYMPIAD couronne la composition alors que l’année des Jeux, 1904, figure sur un rocher en bas à droite.
Le revers intègre la déesse ailée Niké, déesse de la victoire, surplombant un globe terrestre. Elle tient dans sa main droite une palme et dans sa main gauche une couronne de laurier. Un encart cerclé d'une couronne de laurier est prévu à gauche afin de graver la discipline dans laquelle la médaille a été gagnée. Un buste de Jupiter est présent sur la gauche de la médaille. La mention UNIVERSAL EXPOSITION ST. LOUIS U.S.A. complète la composition.
La médaille d'or remportée par George Underwood dans l'épreuve du 4 miles par équipes a été adjugée en 2013 pour un montant de 38 837,50 dollars.
Certains gagnants se voient également remettre une coupe parrainée par plusieurs personnalités et dirigeants sportifs. Par exemple, David R. Francis finance le trophée remis au vainqueur du marathon et Albert Spalding est le donateur de la coupe remise au club remportant le plus de point.

Trophées et médailles des Jeux olympiques de Saint-Louis
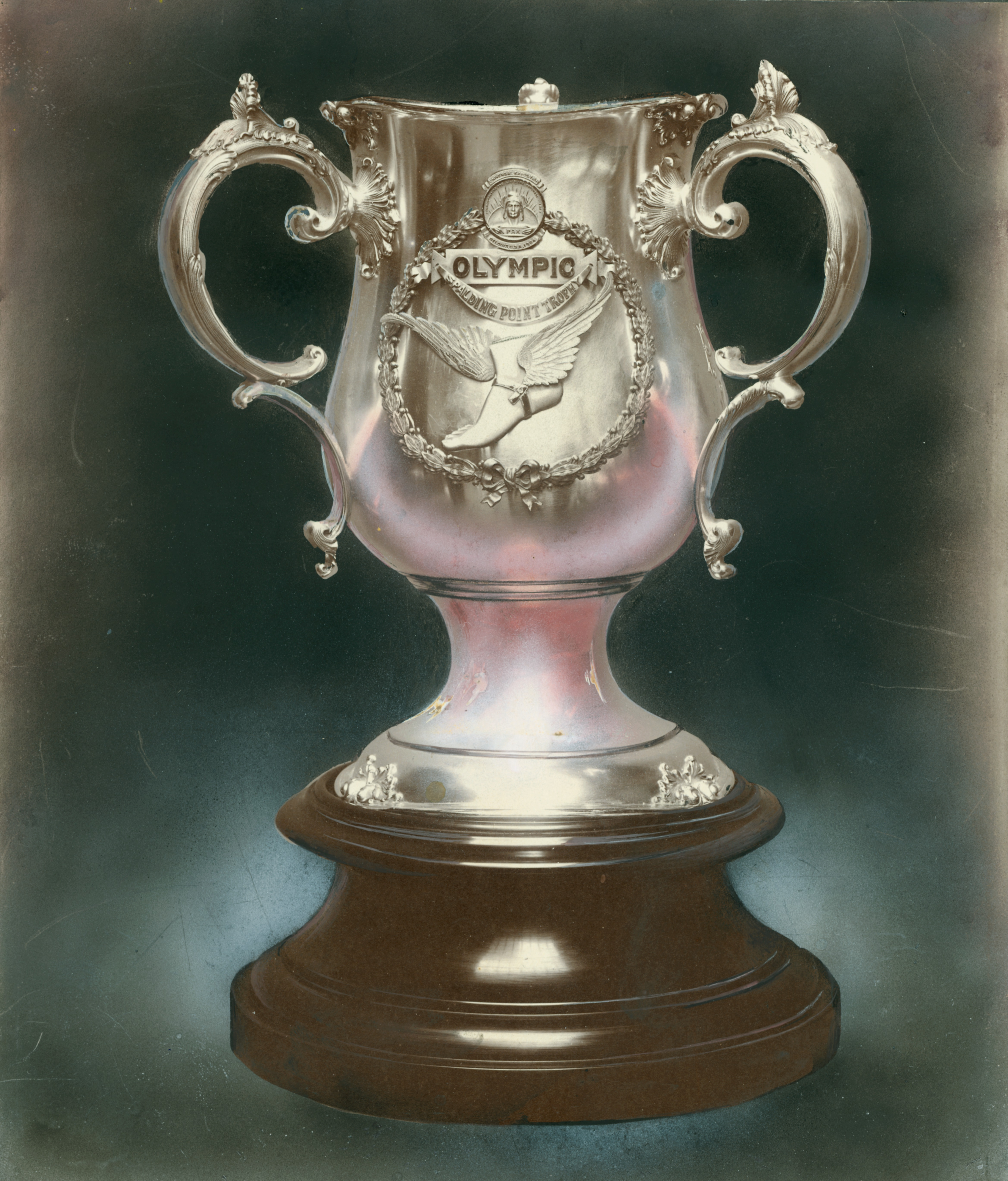
Trophée remis au club remportant le plus de points.
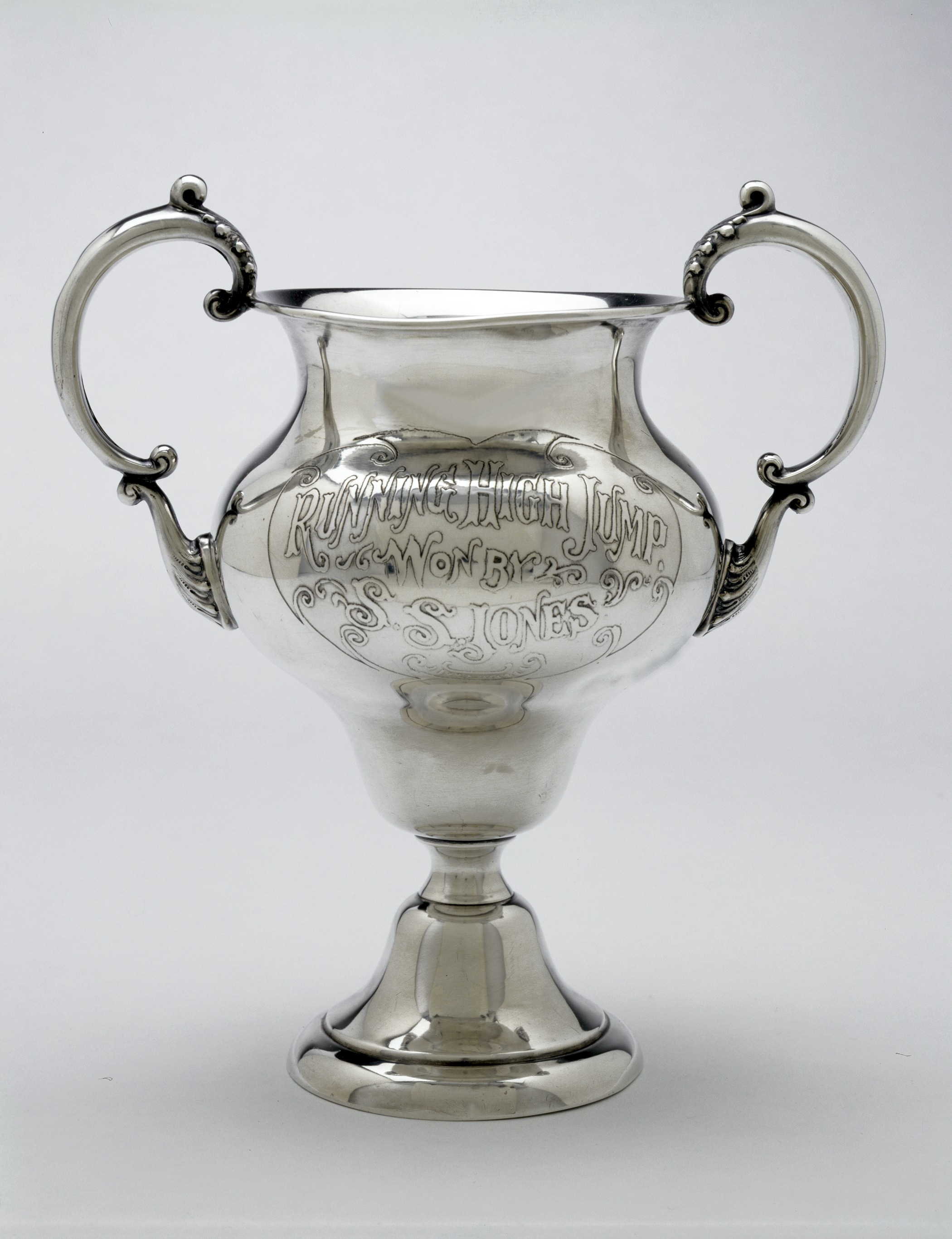
Trophée remis à Samuel Jones pour sa victoire en saut en hauteur.
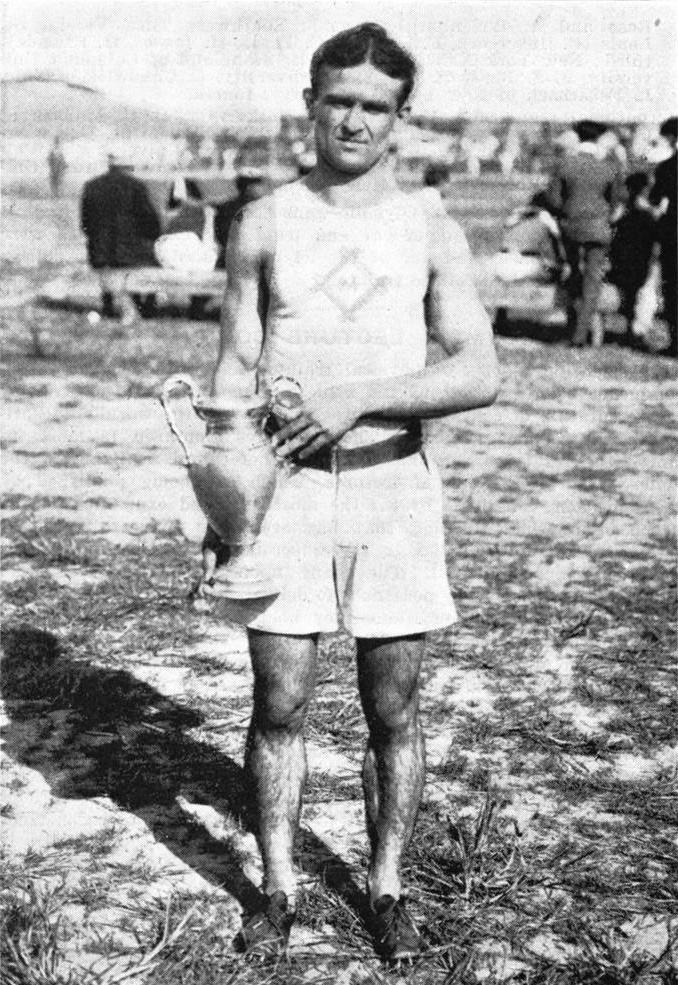
Archie Hahn portant sa coupe remportée au 100 m.
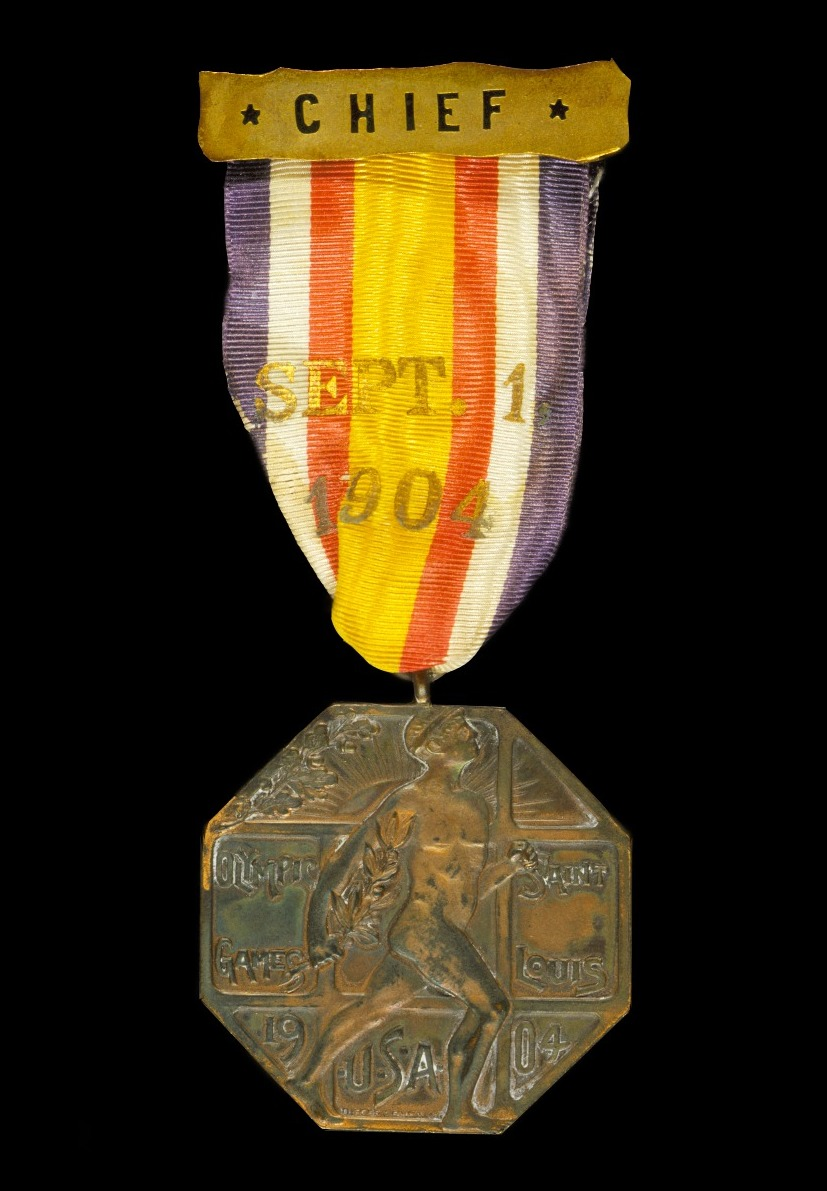
Médaille de participation vraisemblablement portée par Sullivan.
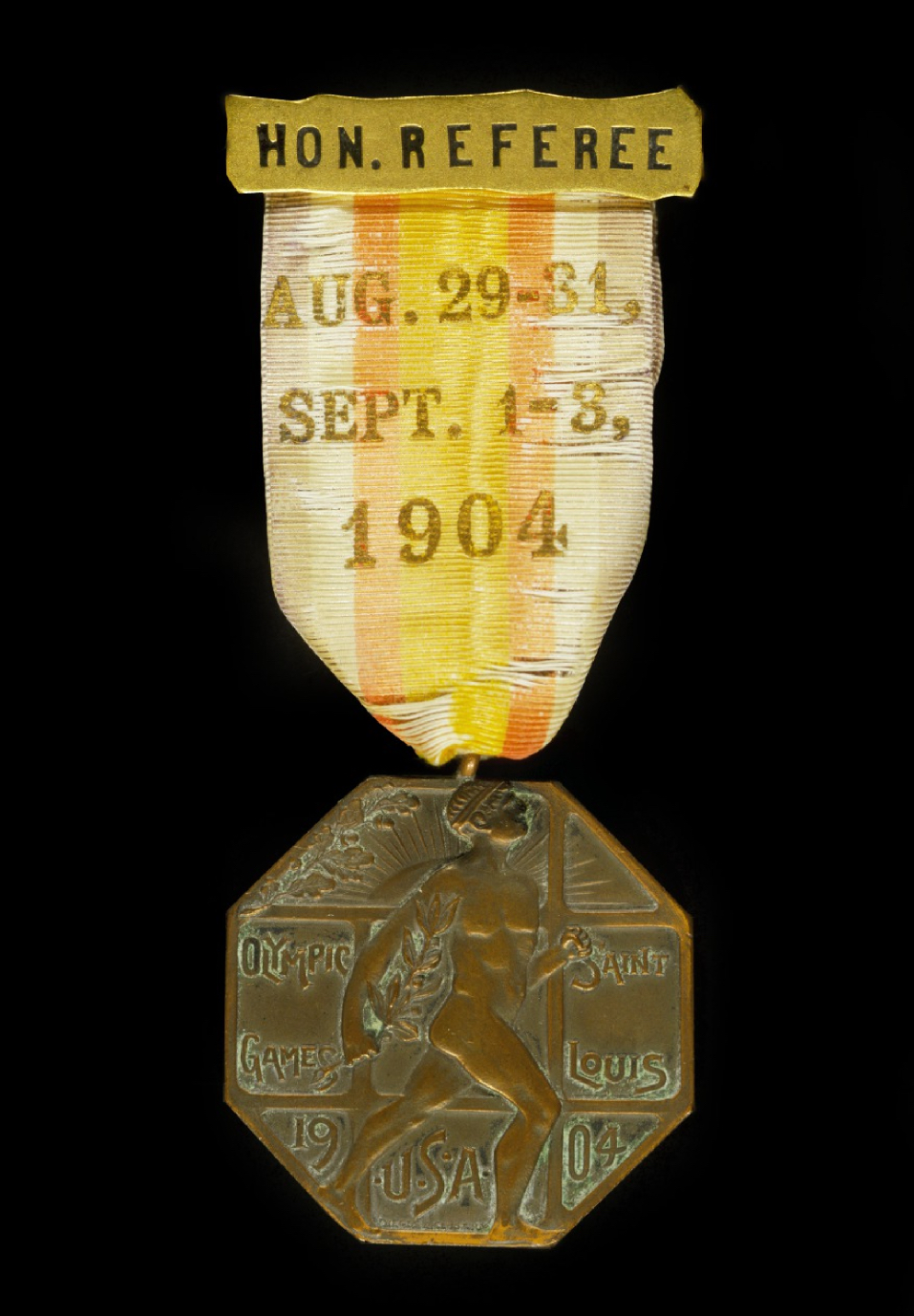
Médaille de participation d'arbitre honoraire.

Comme le veut la tradition instaurée depuis les Jeux olympiques d'Athènes 1896, tous les athlètes, officiels et personnes impliquées dans l'organisation des Jeux reçoivent une médaille spéciale, différente des médailles décernées lors des épreuves sportives. La médaille de participation des Jeux de 1904 est de forme octogonale, d'une taille de 40 × 40 mm, d'une épaisseur de 3 mm et d'une masse de 30 g. Elle est en cuivre et frappée elle aussi par Dieges & Clust,. Il s'agit de l'une des plus rares et difficiles à obtenir pour les collectionneurs.
L'avers de la médaille représente un athlète nu marchant et portant une branche de laurier dans sa main droite. Le revers est lui composé des blasons de Saint-Louis, des États-Unis et de la France ainsi que d'une légende rappelant la tenue de l'Exposition universelle commémorant le rachat de la Louisiane en 1803.

## Sites

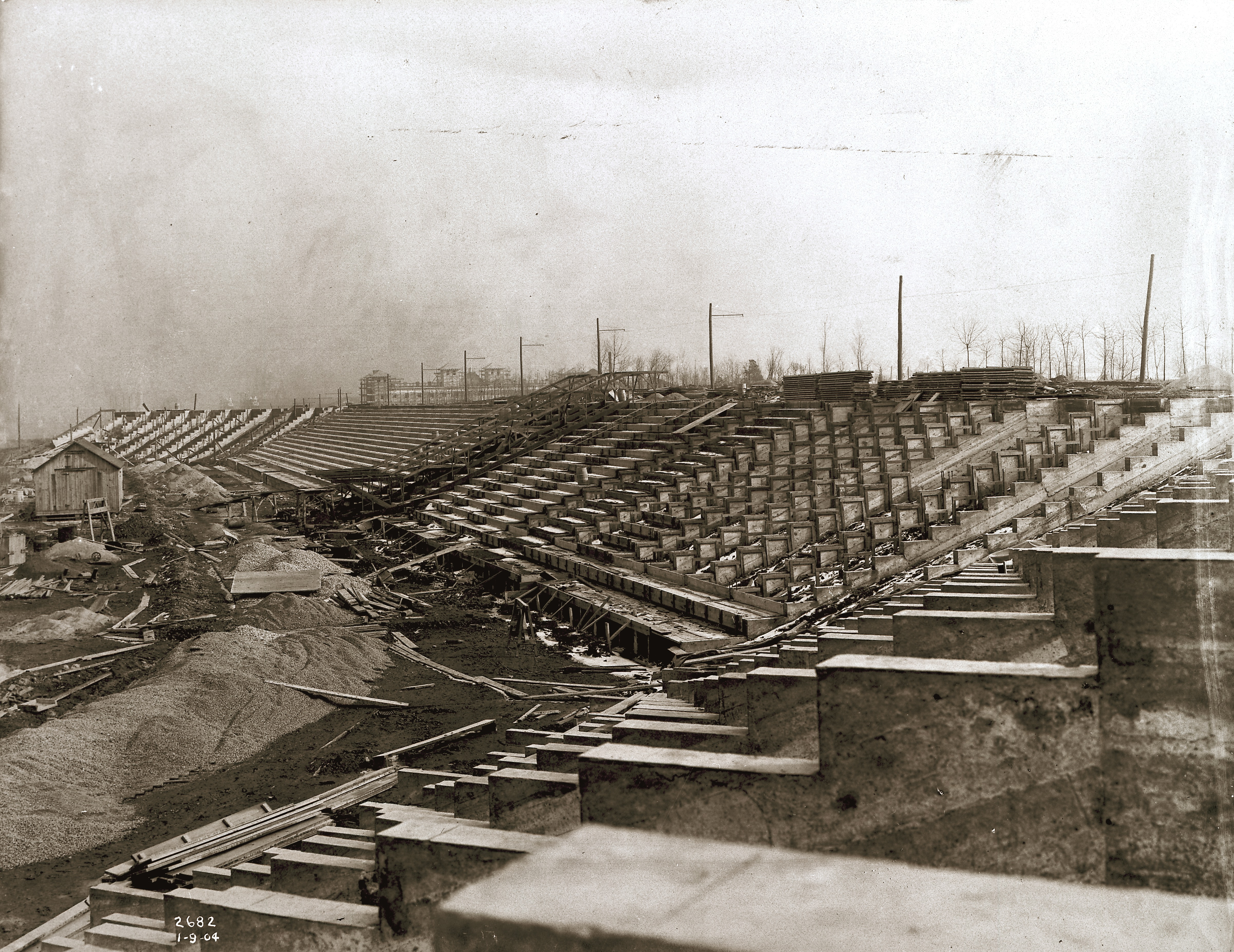
Le Francis Field en construction en janvier 1904.

Cinq sites de compétition ont été utilisés pour accueillir les épreuves des Jeux olympiques de 1904. Leur construction commence dès 1902,. Elle est en grande partie menée par le cabinet d'architecte Cope & Stewardson (en) basé à Philadelphie.
Le stade principal des Jeux est le Francis Field, nommé en hommage à David R. Francis,. Le stade est construit sur le campus de l'université Washington de Saint-Louis,. Les tribunes d'environ 25 000 places sont en béton armé ; les plus luxueuses sont au centre des gradins et permettent l'assise sur des chaises en bois tandis que le reste des places n'offrent que des banquettes en béton et sans dossier.
La piste d'athlétisme est cendrée ce qui est moderne pour l'époque. Elle fait un tiers de mille terrestre de long, soit 536,44 m, et 20 pieds de large, soit environ 6 m,. Elle est de forme trapézoïdale tracée avec trois lignes droites courtes et une plus longue, toutes reliées par quatre virages.
Le Francis Gymnasium se trouve aussi sur le campus de l'université, à proximité directe du Francis Field. Lui aussi nommé en l'honneur de David R. Francis, il est construit dans le style Tudor.
La construction du Francis Field et du Francis Gymnasium a coûté 750 000 $. Ce montant est financé grâce à la location de terrains et de bâtiments de l'université Washington pour l'organisation de la Louisiana Purchase Exposition.
Le Creve Coeur Lake accueille les compétitions d'aviron. Il est situé à une vingtaine de kilomètres du campus de l'université.
Les épreuves de natation se tiennent dans les bassins du Forest Park, dans lequel se trouvent également de nombreuses attractions de l'Exposition universelle. Le parc se trouve à proximité directe du campus de l'université.
Le dernier site utilisé est le Glen Echo Country Club qui accueille les tournois de golf. Il se situe à une huitaine de kilomètres au nord du campus de l'université. Il s'agit du plus ancien terrain de golf établi sur la rive ouest du Mississippi.
| Site                   | Sports pratiqués | Capacité                   |
| ---------------------- | --- | -------------------------- |
| Francis Field          | Athlétisme, crosse, cyclisme, football, gymnastique, haltérophilie, lutte, roque, tennis, tir à la corde, tir à l'arc | environ 25 000 spectateurs |
| Creve Coeur Lake       | Aviron | Inconnue                   |
| Francis Gymnasium      | Boxe, escrime | Inconnue                   |
| Forest Park            | Natation, plongeon, water polo                                                                                        | Inconnue                   |
| Glen Echo Country Club | Golf | Inconnue                   |

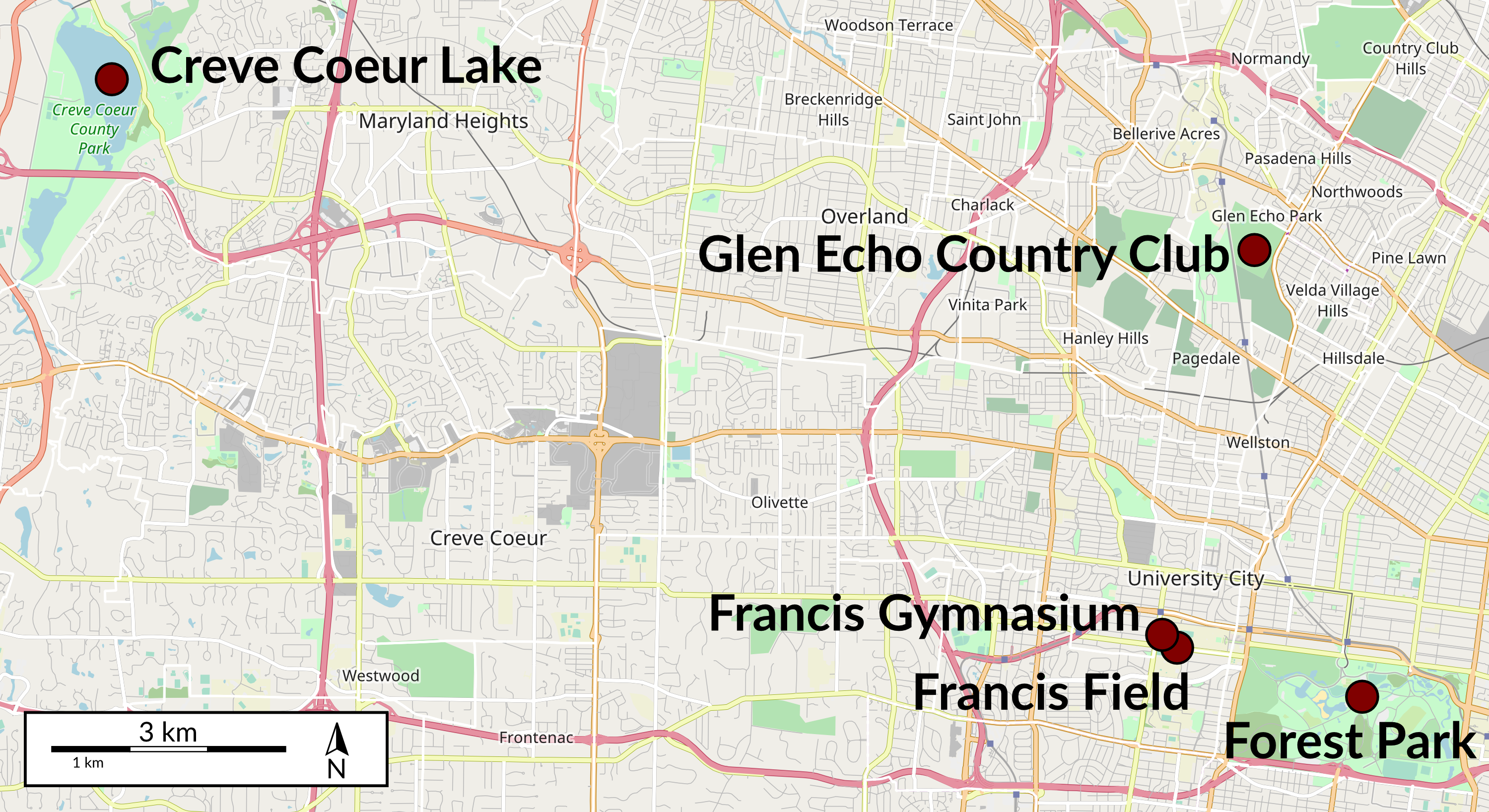
Localisation des sites de compétition sur une carte actuelle du centre et de la périphérie de Saint-Louis.

De nos jours, l'ensemble des sites de compétitions des Jeux est encore utilisé pour la pratique sportive, à l'exception du Forest Park dans lequel la baignade est interdite. Après avoir été modernisé dans les années 1980, le Francis Field est toujours utilisé par les équipes sportives de l'université Washington de Saint-Louis,, tout comme le Francis Gymnasium qui, depuis sa rénovation et sa réouverture en 2016, est nommé Gary M. Sumers Recreation Center. Le Glen Echo Country Club existe toujours et offre encore un parcours de golf, de même pour le Creve Coeur Lake qui accueille de nos jours le club local d'aviron.

Sites des Jeux olympiques de Saint-Louis
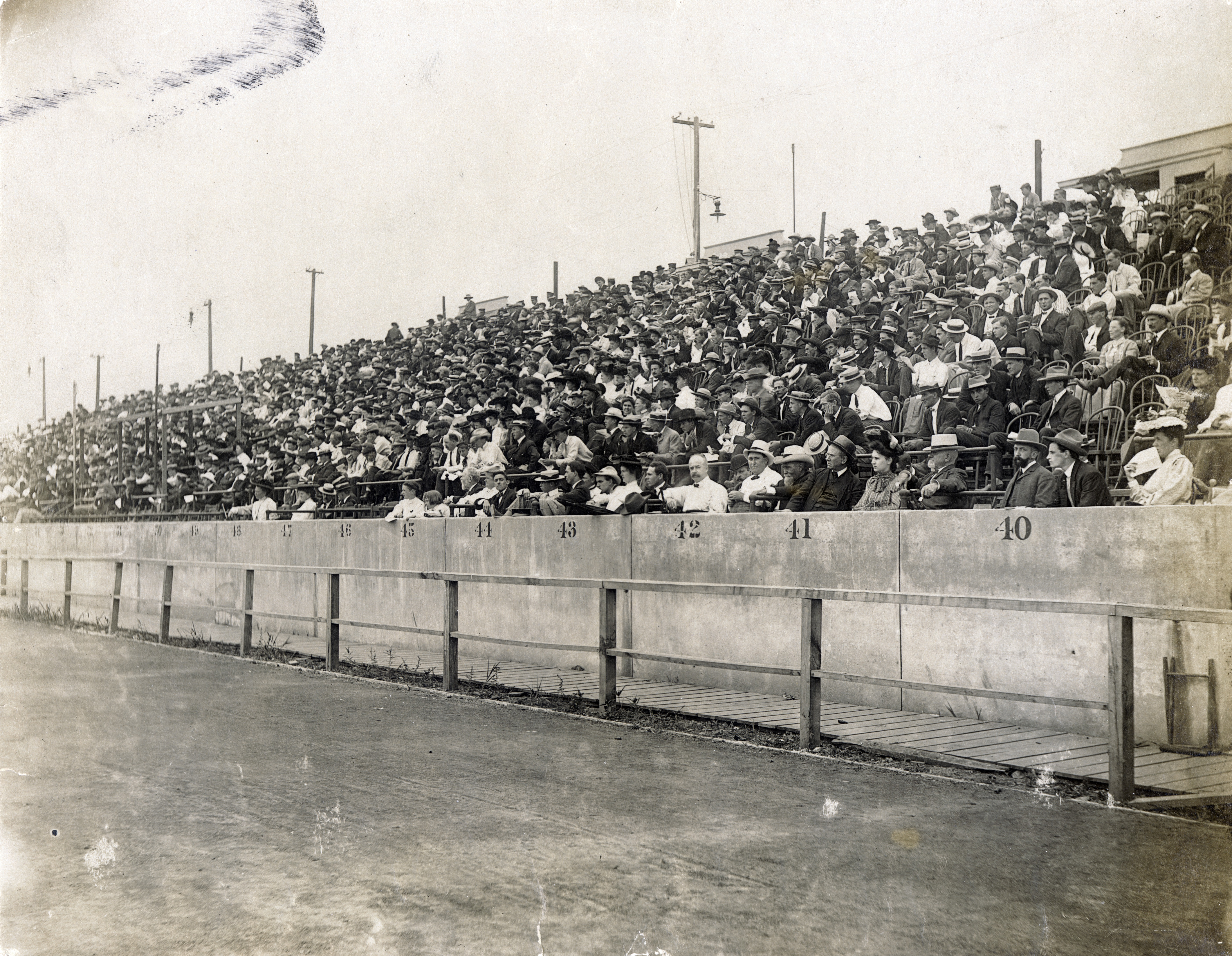
Spectateurs des épreuves dans le Francis Field.
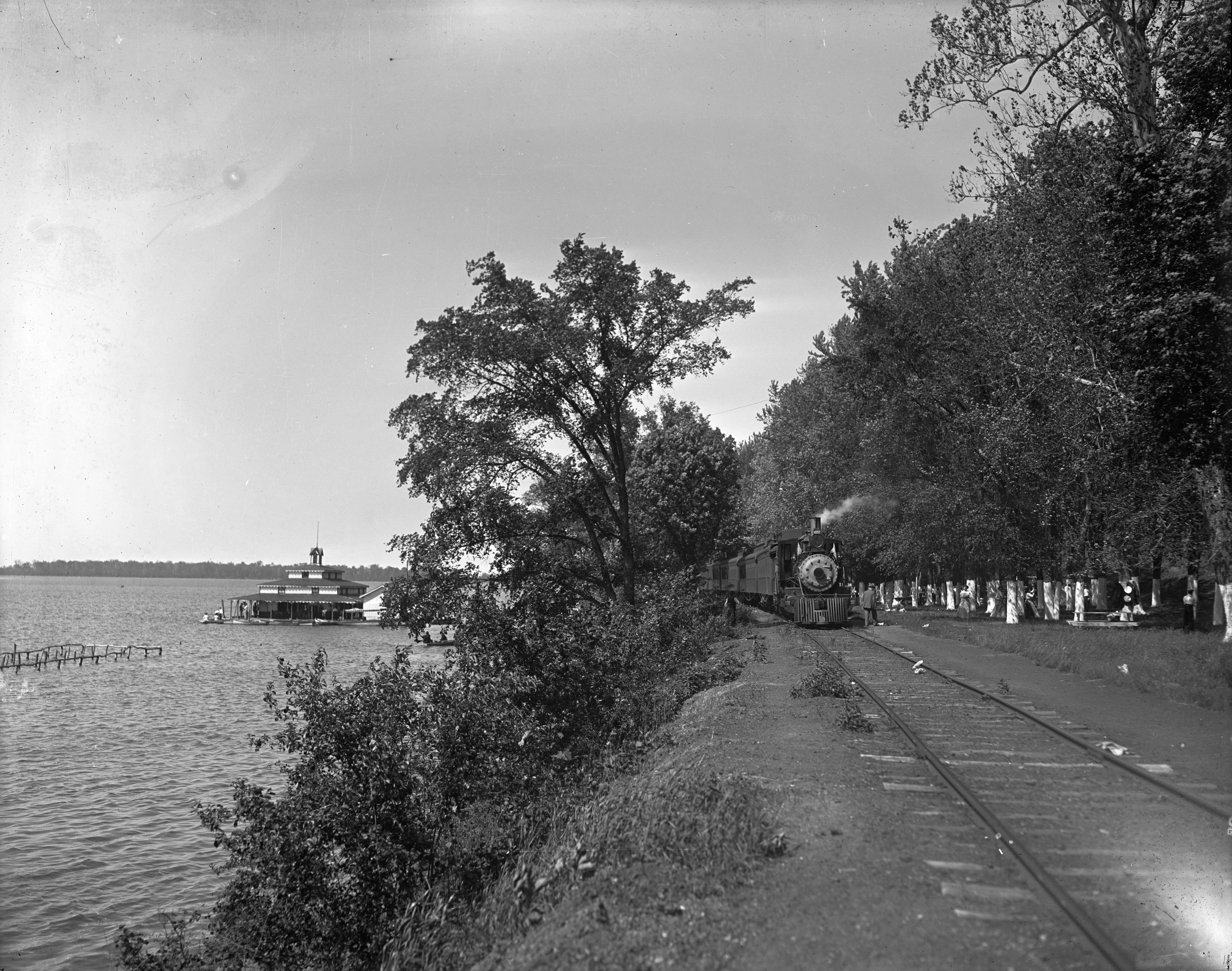
Vue du Creve Coeur Lake vers 1910.
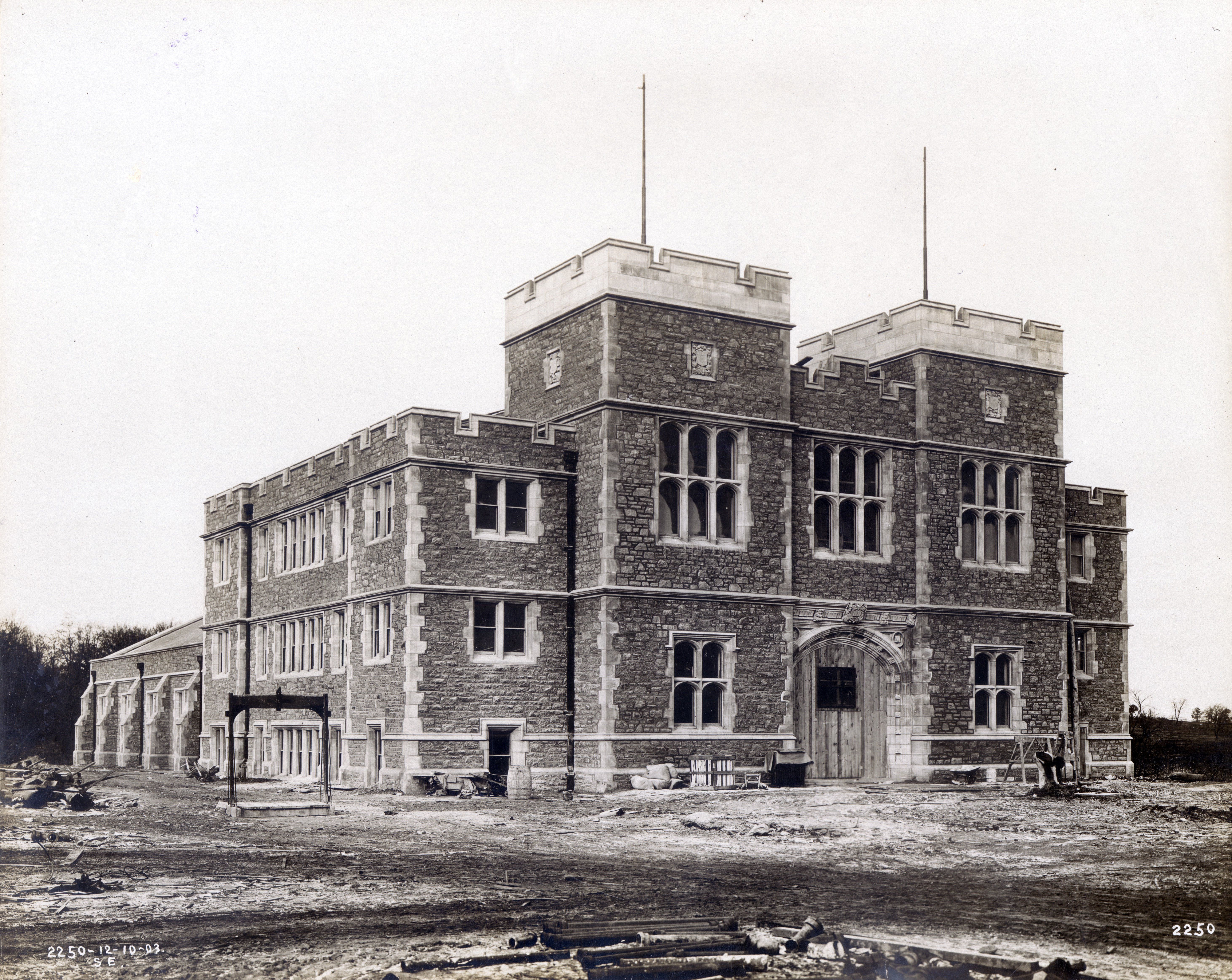
Façade extérieure du Francis Gymnasium.
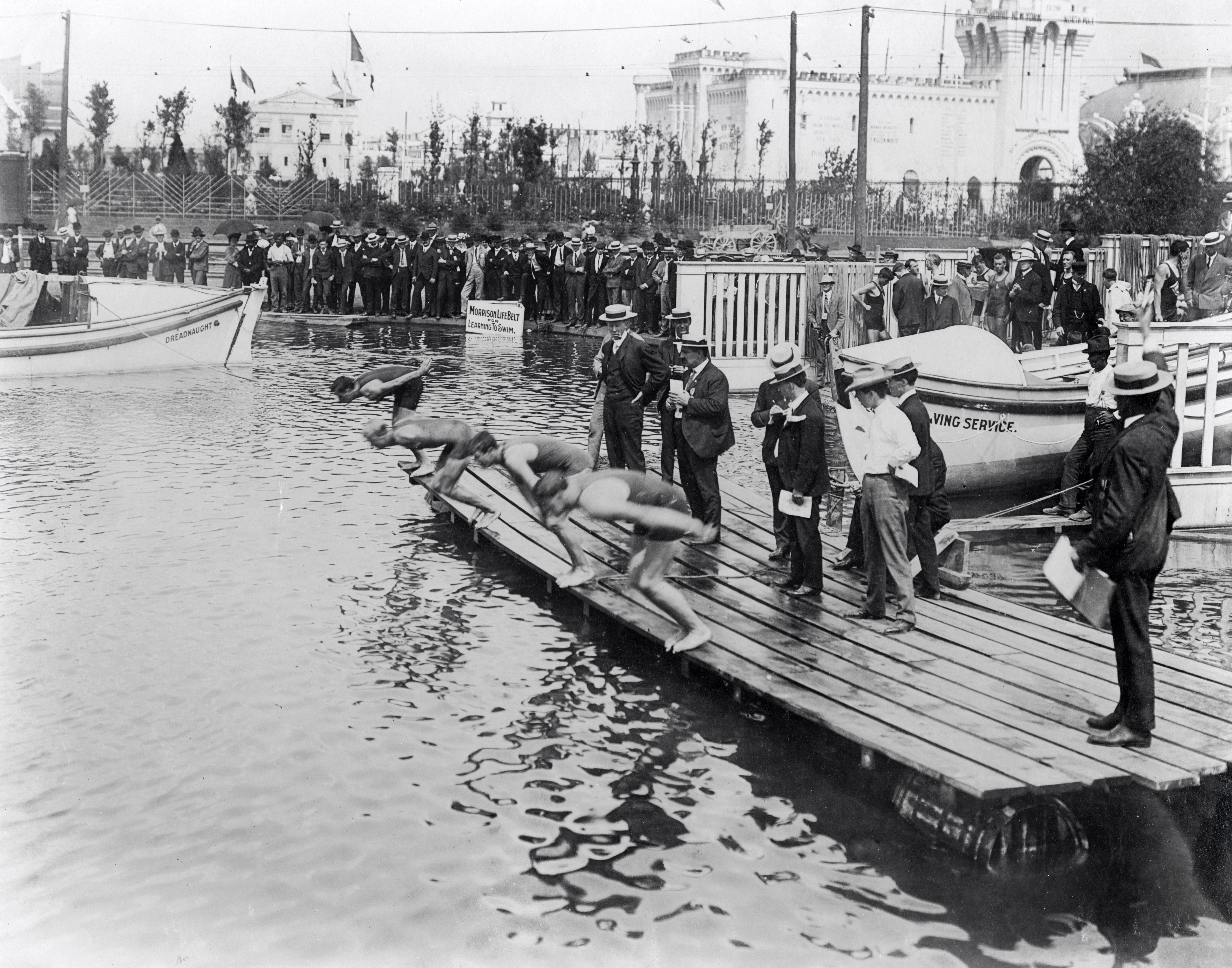
Départ du 440 yard dans le Forest Park.
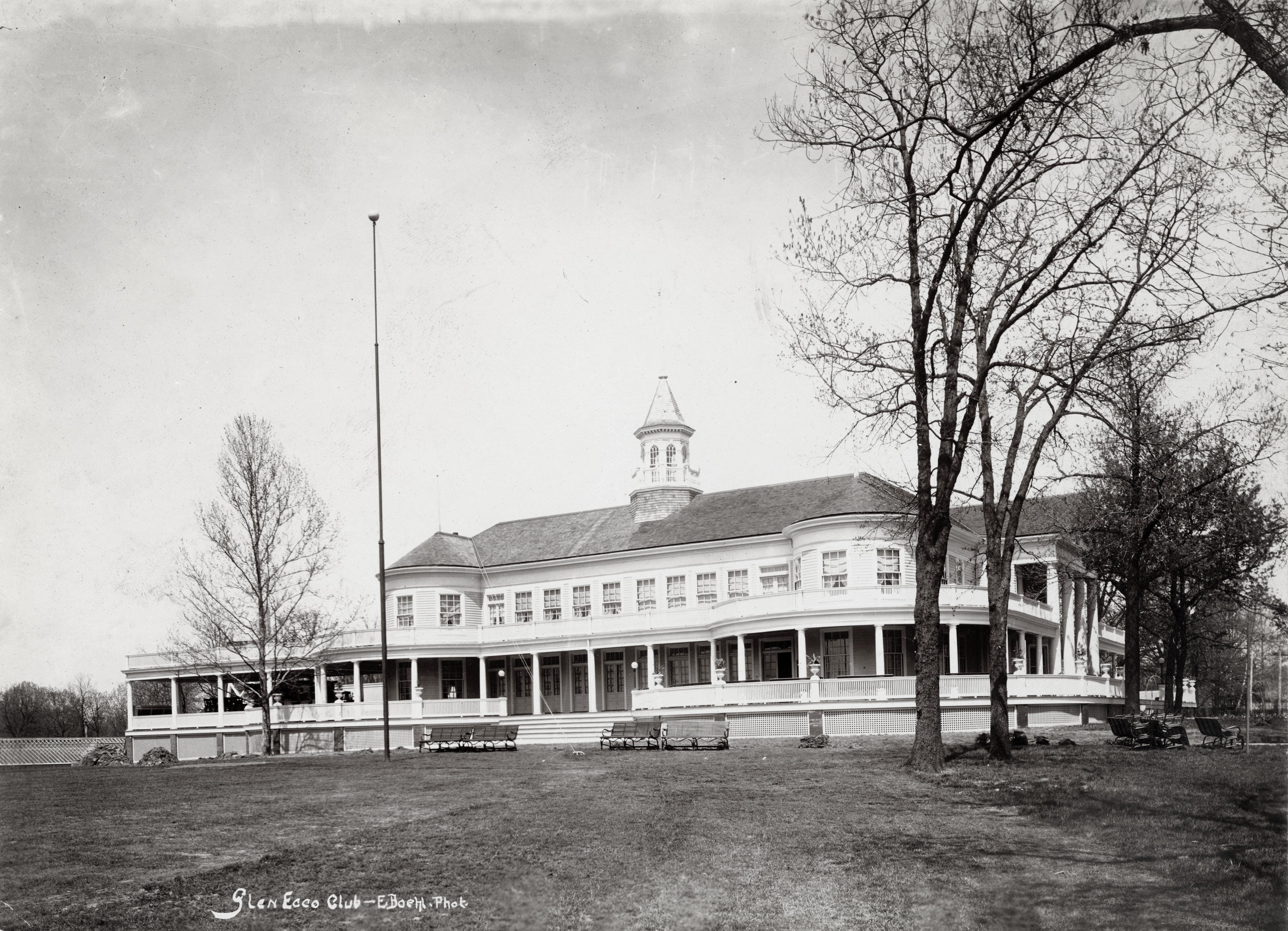
Club House du Glen Echo Country Club en 1901.

## Déroulement

### Journées anthropologiques
En marge des épreuves sportives se tient l'une des compétitions les plus controversées de l'histoire des Jeux olympiques modernes. Les « Journées anthropologiques » (en anglais, Anthropology Days ou anthropological days, pour Coubertin dans Une campagne de vingt-et-un ans et dans ses Mémoires olympiques), ou encore Special Olympics, se tiennent les 12 et 13 août 1904. Véritable célébration raciste s'il en est, elles avaient pour but de démontrer scientifiquement les désavantages athlétiques des races considérées comme inférieures, dans une Amérique ségrégationniste. Les compétiteurs, originaires de tous les continents (Sioux, Pawnees, Aïnous, Cocopas, Syriens, Patagoniens, Zoulous, Pygmées, Moros, Igorots…), s’affrontent pendant deux journées dans le cadre de disciplines dont ils ignorent tout, de la pratique au règlement.
L'organisation est assurée par le département d’anthropologie de l'Exposition universelle, présidé par William John McGee, et le département de la culture physique avec le soutien du Musée Field de Chicago, représenté par le Dr Simms,. McGee, anthropologue américain et président de l'American Anthropological Association, cherche en organisant ces « évènements » à rassembler diverses ethnies et offrir aux scientifiques une occasion d'étudier ces peuplades. Les intentions de Sullivan sont moins scientifiques : il s'applique en effet mettre en évidence l'infériorité athlétique et sportive de ceux qu'il appelle « savages » (sauvages). Pour cela, les résultats des sportifs indigènes sont comparés à ceux des Jeux olympiques, réunissant ceux que Sullivan considère comme des athlètes accomplis caucasiens. Si ces Journées sont bien reçues par les spectateurs américains, Pierre de Coubertin leur porte néanmoins un regard très critique, les considérant comme une « mascarade outrageante ». Le Spalding’s Official Athletic Almanac for 1905 conclut sa section consacrée aux Anthropology Days par un message adressé à quiconque s'aventurerait à contredire les théories racistes de l'époque.
« Lecturers and authors will in the future please omit all reference to the natural athletic ability of the savage, unless they can substantiate their alleged feats. »
— Spalding’s Official Athletic Almanac for 1905.
        
« Les maîtres de conférences et les auteurs devront à l'avenir omettre toute référence à une capacité athlétique naturelle chez le sauvage, à moins de pouvoir attester leurs exploits présumés. »
Ces deux journées, en parallèle avec l'exposition universelle, sont un prétexte pour imposer une idéologie raciste et coloniale, une version sportive des zoos humains du début du 20e siècle.

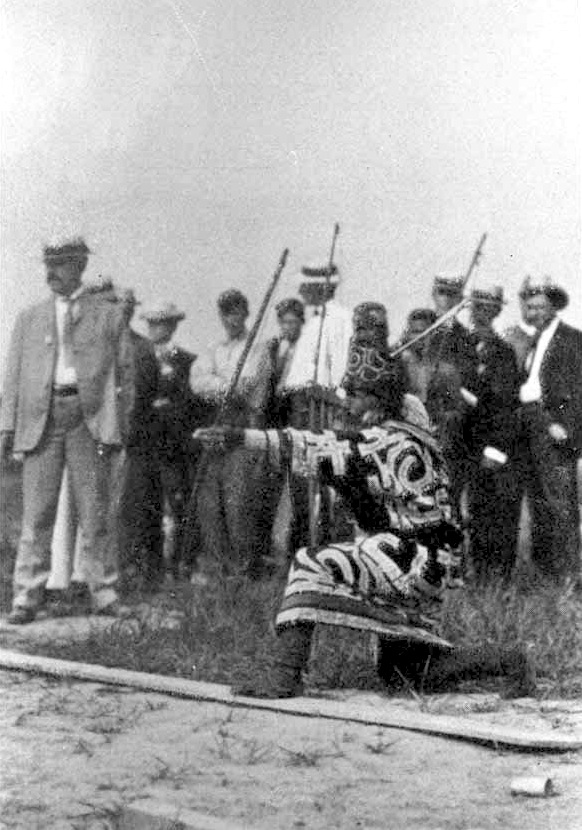
Archer Aïnou.
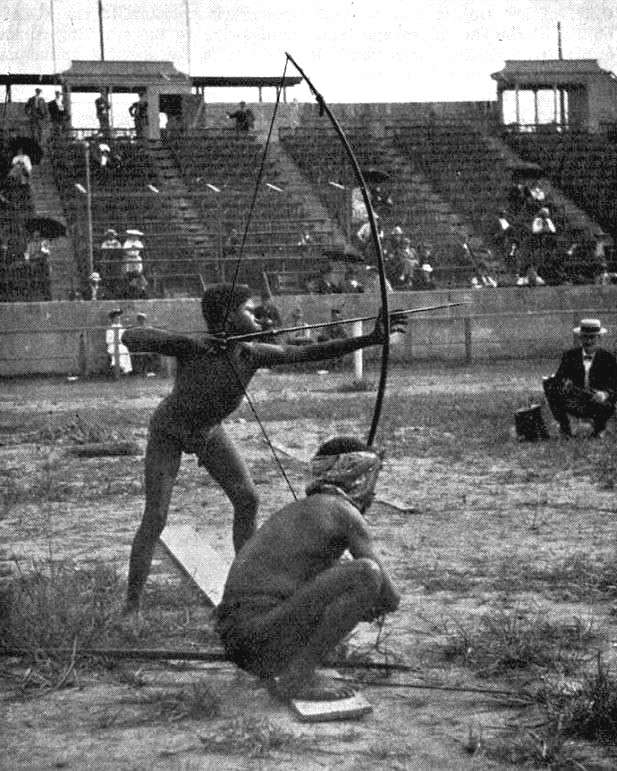
Archers Pygmées.
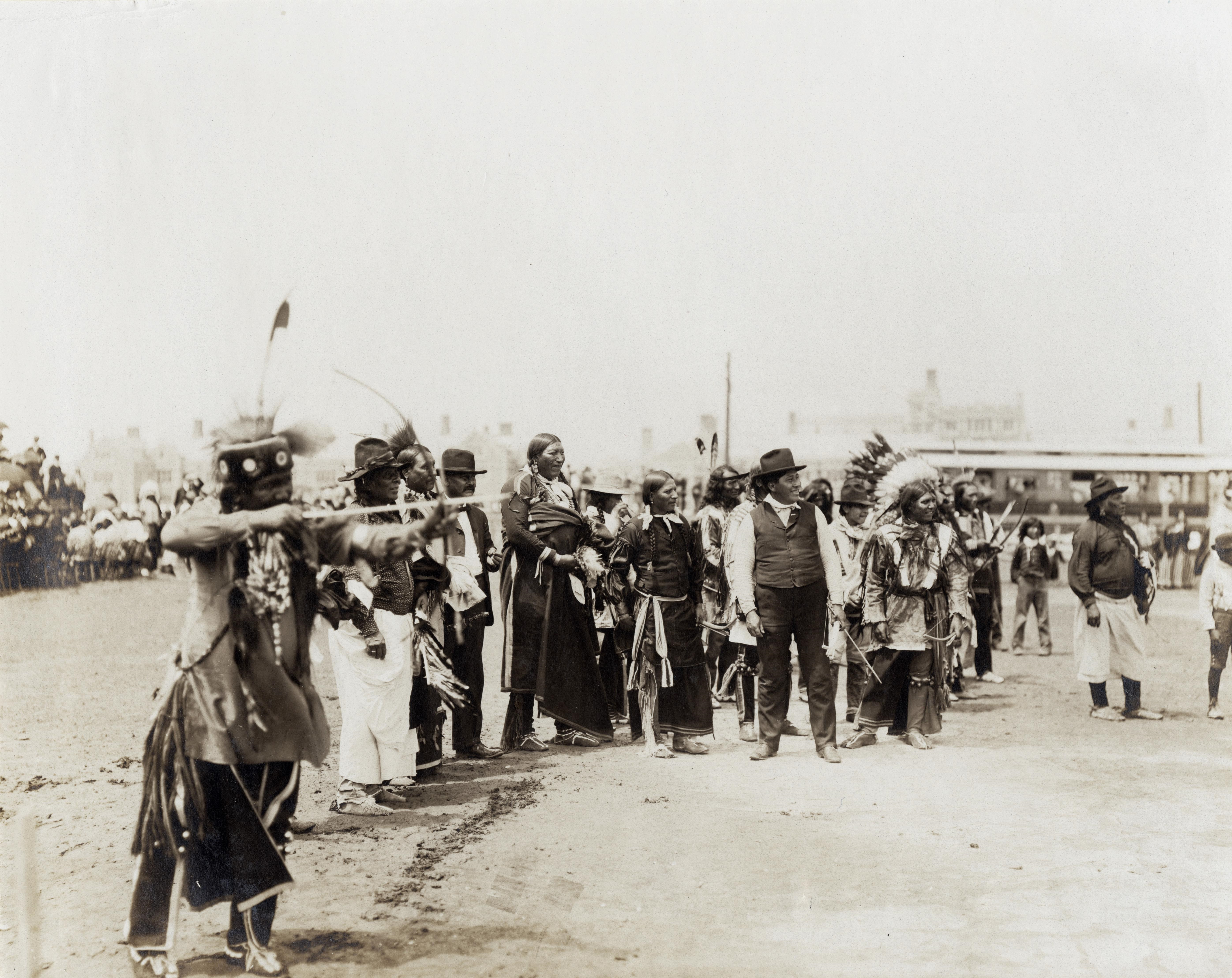
Nord-Amérindiens tirant à l'arc issus de diverses tribus.
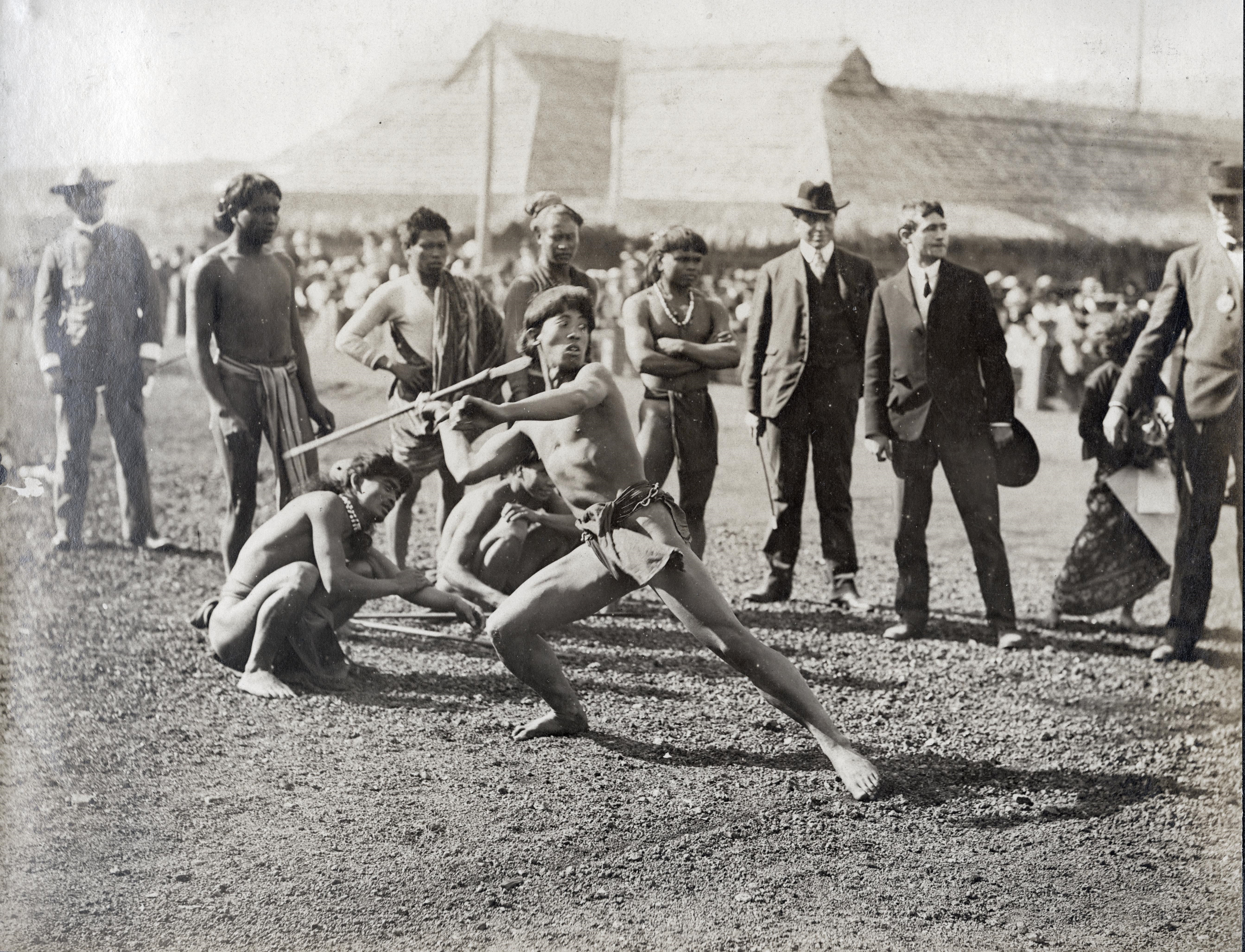
Igorot lançant une sagaie.

### Cérémonies
Il n'y a formellement ni cérémonies d'ouverture ni de clôture durant les Jeux de 1904. Si les Jeux d'Athènes 1896 donnent lieu à ces deux cérémonies,, elles ne sont ni organisées à Paris en 1900, ni à Saint-Louis quatre ans plus tard.
Certains historiens olympiques considèrent toutefois la cérémonie d'ouverture de l'Exposition universelle comme celle des Jeux olympiques,. Elle se déroule le 30 avril 1904. On estime que 200 000 personnes y assistent, rassemblées au pied du Louisiane Purchase Monument. David R. Francis prononce le discours d'ouverture, dans lequel il déclare :
« Open ye gates, swing wide ye portals, enter herein ye sons of men, learn the lessons here taught and gather from it inspiration for still greater accomplishments. »
— Discours prononcé lors de la cérémonie d'ouverture de l'Exposition universelle,.
        
« Qu'on ouvre les portes, qu'on ébranle les larges portails, entrez ici fils d'hommes, apprenez les leçons ici enseignées et trouvez-y l'inspiration pour d'encore plus grands accomplissements. »
Francis presse ensuite un bouton afin d'envoyer un télégramme à la Maison-Blanche indiquant ainsi à Théodore Roosevelt qu'il peut ouvrir l'Exposition, en déclenchant depuis l'East Room de la résidence présidentielle le fonctionnement du générateur électrique qui anime alors les fontaines du Forest Park et illumine les nombreuses ampoules qui le parsèment,.

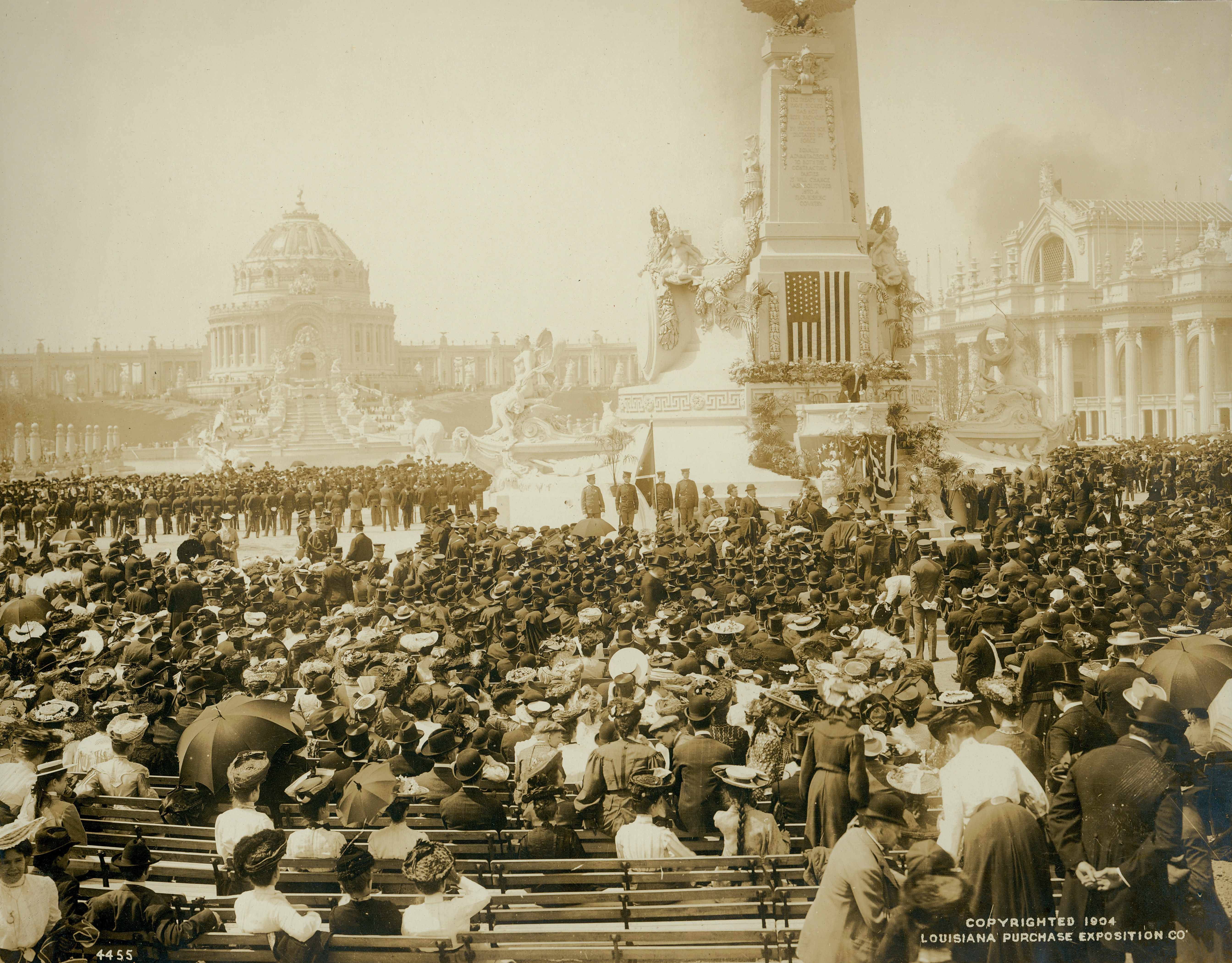
Foule rassemblée devant le Louisiane Purchase Monument pendant la cérémonie d'ouverture.
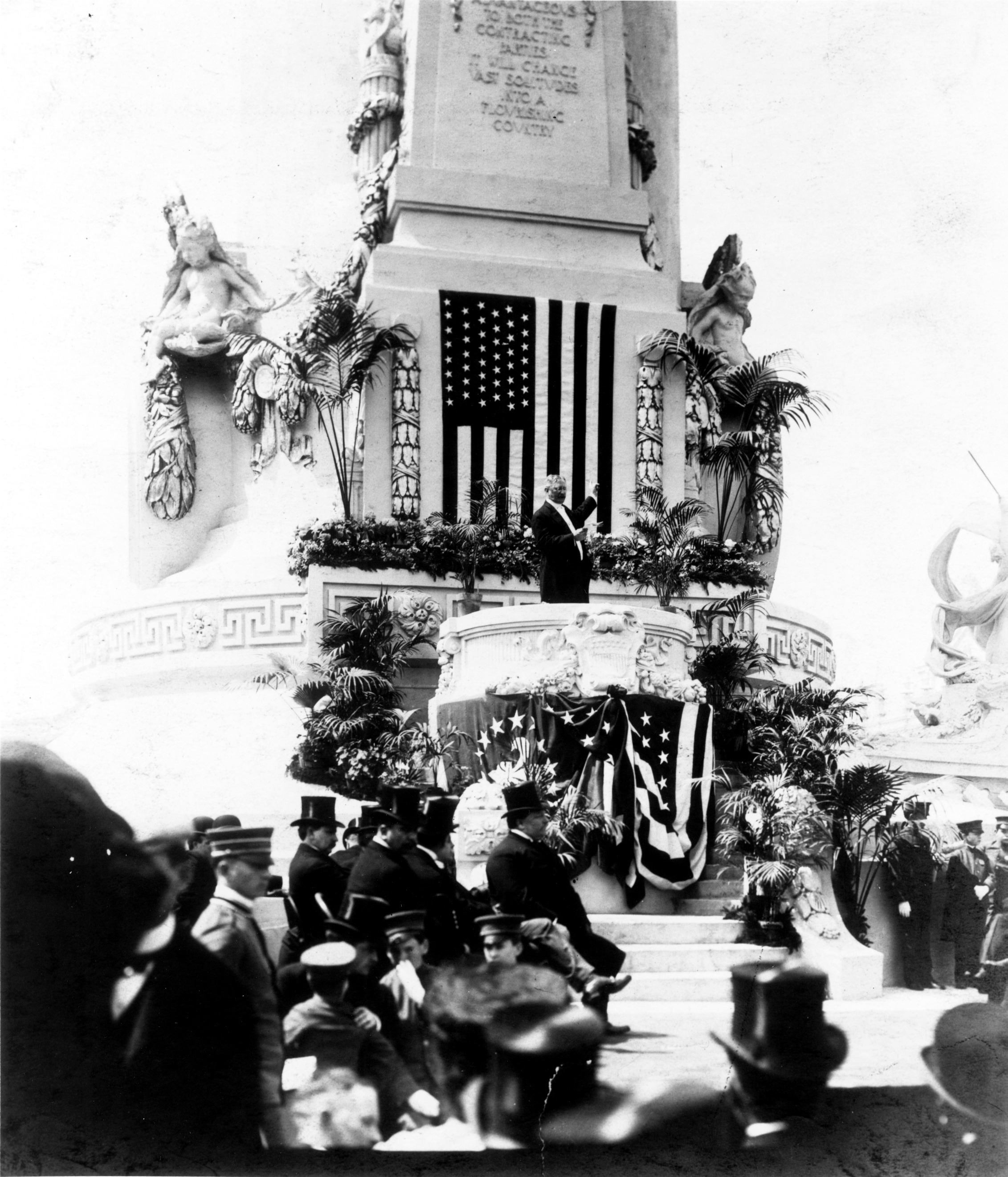
David R. Francis prononçant son discours d'ouverture.
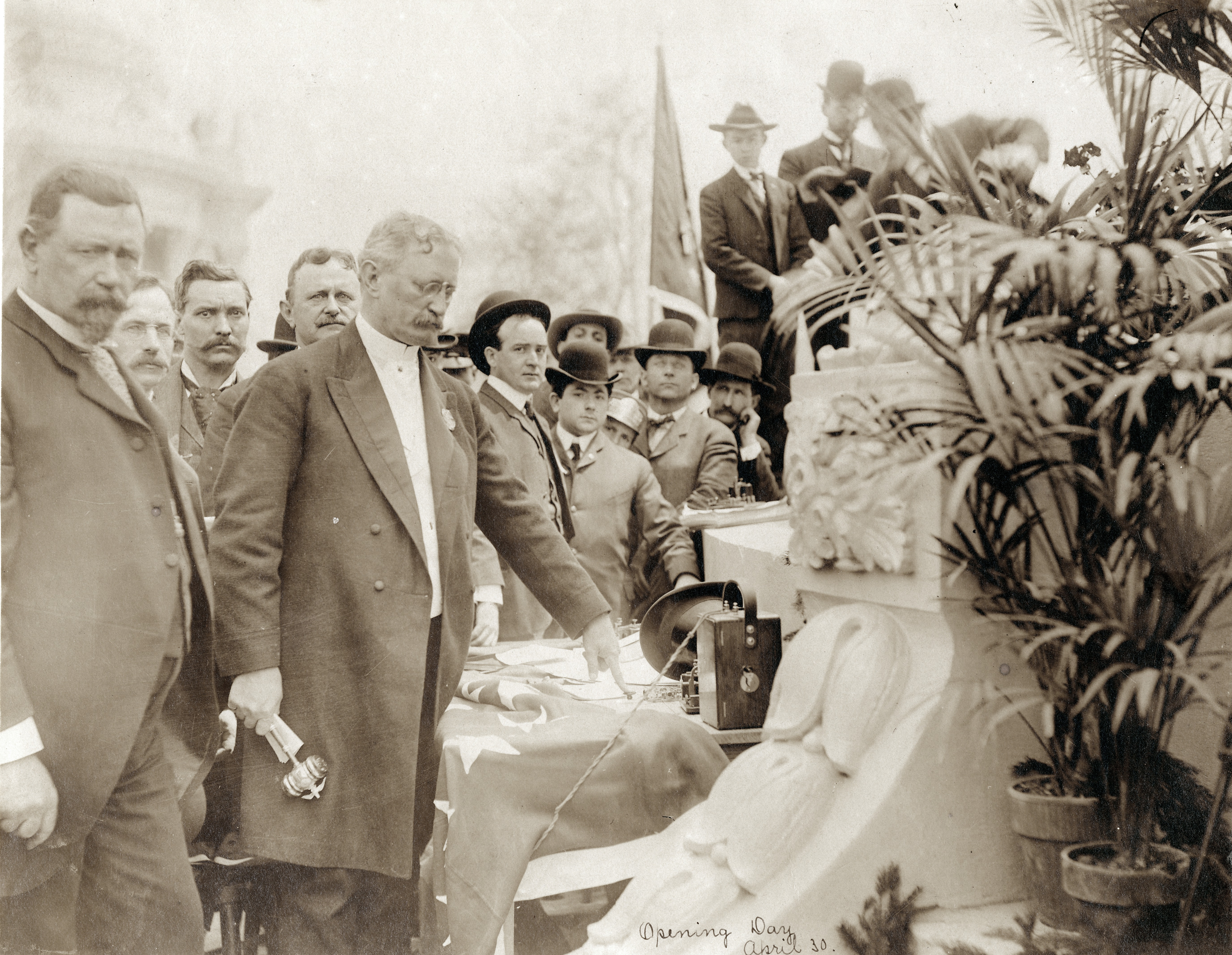
David R. Francis déclenchant l'envoi du télégramme à la Maison-Blanche.

### Épreuves

#### Athlétisme
Les 24 épreuves d'athlétisme ont lieu du 29 août au 3 septembre dans le stade Francis Field et sont disputées par 233 participants de 10 nations.
Sur les 74 médaillés, 68 étaient américains ; la Grande-Bretagne et le Canada sont les seules autres nations à avoir remporté une médaille d'or aux épreuves d'athlétisme. Archie Hahn, Harry Hillman, Jim Lightbody et Ray Ewry, tous américains, ont chacun remportés trois médailles d'or aux épreuves d'athlétisme.
Archie Hahn remporte de justesse, à un centième de seconde près, la médaille d'or du 60 mètres devant les deux américains William Hogenson et Fay Moulton, qui établissent un temps de 7,1 secondes chacun. Avec ses 7 secondes, Hahn établit un record olympique. Harry Hillman établit lui aussi un record olympique pour l'épreuve du 400 mètres en 49,2 secondes, devant les deux américains Frank Waller (49,8 secondes) et Herman Groman (50 secondes). Pour l'épreuve du 800 mètres, c'est Jim Lightbody qui réalise également un record olympique en 1 minute et 56 secondes devant les deux américains, battus respectivement à 3 et 4 secondes, Howard Valentine et Emil Breitkreutz. Ray Ewry, quant à lui, bat un record du monde en saut en longueur sans élan, à 3,476 mètres, en battant nettement ses deux confrères américains, Conant King (3,286 mètres) et John Biller (3,263 mètres). Un autre record du monde, cette fois-ci en lancer du poids, sera battu par Ralph Rose en établissant un lancer à 14,81 mètres contre 14,4 et 13,37 mètres pour les Américains Wesley Coe et Lawrence Feuerbach.
Une épreuve s'est déroulée en équipe, celle du 4 miles par équipes, avec deux équipes : celle des États-Unis représentée par le New York Athletic Club et la mixte représentée par la Chicago Athletic Association dans laquelle courait le seul sportif français des Jeux, Albert Corey.

#### Aviron
L'Olympic world’s regatta est organisée les 29 et 30 juillet au Creve Coeur Lake. Cinq épreuves sont retenues aujourd'hui comme étant olympiques sur les douze qui sont disputées durant ces deux journées. Il s'agit du skiff, du deux de couple, du deux de pointe sans barreur, du quatre de pointe sans barreur et du huit de pointe avec barreur. Les courses consistent en un aller-retour d'un mile et demi sauf pour le quatre et le huit, dont le parcours est en ligne droite sur cette même distance. Seules deux nationalités sont représentées, les États-Unis et le Canada, uniquement par des athlètes masculins. Toutes les médailles reviennent aux Américains excepté la médaille d'argent du huit qui est remportée par l'équipe canadienne,.

#### Basket-ball
Pour sa première apparition aux Jeux olympiques, le basket-ball est un sport de démonstration. Plusieurs tournois sont répertoriés par Sullivan dans son rapport des Jeux : un tournoi universitaire (college), un tournoi pour les lycéens (high school), un tournoi pour les cours élémentaires (elementary school), un tournoi ouvert aux YMCA et enfin un tournoi olympique amateur, désigné comme les Olympic basket ball championships. Seul ce dernier est pris en considération dans les résultats olympiques. Il se tient les 11 et 12 juillet.
Six équipes américaines prennent part aux compétitions : les Buffalo Germans, les West Side and Central YMCA de Chicago, les Turner's Tigers de San Francisco, l'équipe du Missouri Athletic Club, les Central YMCA de St. Louis et le Xavier Athletic Club de New York. Chaque équipe doit jouer ses cinq matchs en deux jours seulement. Les Buffalo Germans, en ne perdant aucun de leurs matchs, terminent à la première place,. Les Chicago Central YMCA et le Xavier Athletic Club complètent respectivement le podium,.

#### Boxe
Les sept épreuves de boxe considérées comme olympiques ont été organisées aux Francis Gymnasium du 21 au 23 septembre,. La boxe fait pour la première fois une apparition au programme olympique en 1904. Seuls dix-huit participants, tous américains, prennent part aux combats, bien que les épreuves soient ouvertes à toutes les nationalités,. Oliver Kirk, en remportant l'or à la fois dans les catégories poids coq et poids plume, est le seul boxeur à devenir champion olympique dans deux catégories différentes durant une même Olympiade. Toutes les médailles sont logiquement remportées par des Américains,.
La boxe féminine est également présente lors des Jeux et est officieusement considérée comme sport de démonstration. Elle n'est cependant pas retenue dans les résultats officiels,.

#### Crosse
Le tournoi de crosse, ou de lacrosse selon les usages, se tient sur le terrain central du Francis Field du 5 au 7 juillet. Seules trois équipes participent au tournoi : deux canadiennes, les Winnipeg Shamrocks, aussi désignés sous le nom de Shamrock Lacrosse Team et les Mohawk Indians composée de natifs amérindiens, et une américaine, celle de la St. Louis Amateur Athletic Association,,. Un quatrième équipe, les Brooklyn Crescents, devait également prendre part aux compétitions, mais la présence d'athlètes professionnels dans ses rangs l'en empêche. Elle aurait pu être remplacée par le St. Paul Lacrosse Club qui n'eut pas le temps suffisant pour organiser sa participation aux Jeux.

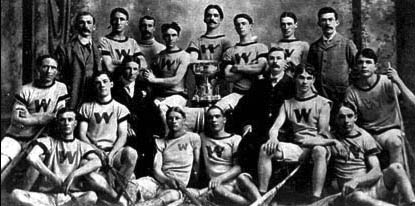
Les Winnipeg Shamrocks posant à côté du trophée olympique.
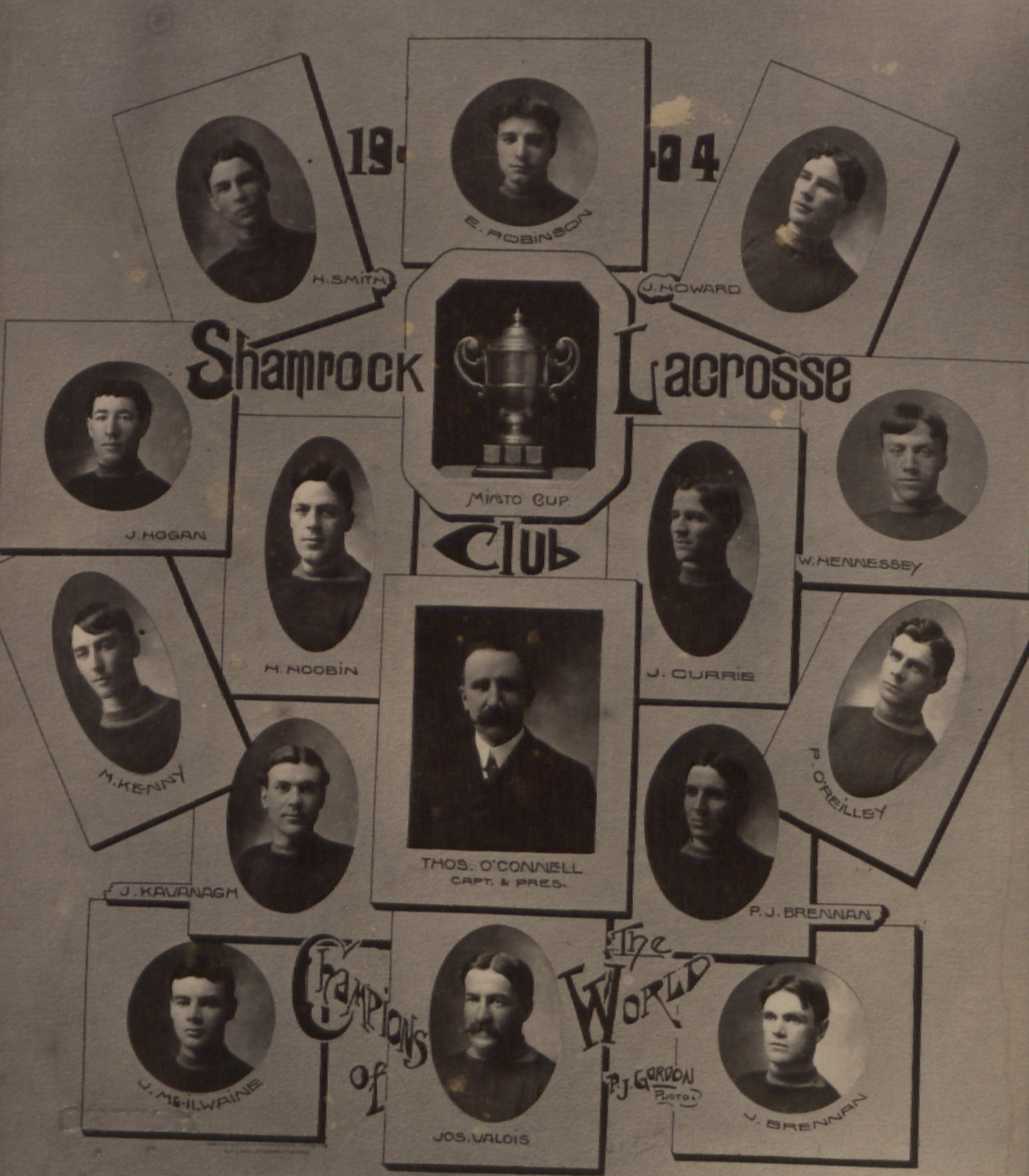
Les mêmes en médaillons.

Les Winnipeg Shamrocks remportent l'or, l'équipe de la St. Louis Amateur Athletic Association l'argent et les Mohawk Indians complètent le podium en décrochant le bronze,,.

#### Cyclisme

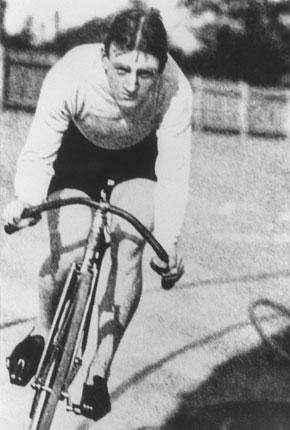
Marcus Hurley pendant les Jeux.

Les épreuves olympiques de cyclisme se tiennent entre les 2 et 5 août, sauf le 4 août où la pluie ne permet le maintien des courses. D'autres épreuves sont organisées les 1er et 6 août mais elles sont réservées aux professionnels ou comportent des handicaps et ne sont donc pas considérées comme olympiques. Les courses, toutes sur piste, sont courues sur ¼ mile (402 m), ¹⁄₃ mile (536 m), ¹⁄₂ mile (805 m), un mile (1 609 m), deux miles (3 218 m), cinq miles (8 046 m) et vingt-cinq miles (40 232 m). Les épreuves sont très peu suivies, seuls 125 personnes y assistent le 2 août, et elles ne sont guère plus nombreuses les jours suivants,. La piste est peu adaptée et les coureurs soulèvent à leur passage des nuages de poussière.
Tous les participants sont américains, tout comme logiquement les vainqueurs de médailles,,. Les courses sont largement dominées par Marcus Hurley, qui remporte à lui seul pas moins de quatre médailles d'or et une de bronze,.

#### Escrime
Les tournois d'escrimes se déroulent les 7 et 8 septembre dans l'enceinte du Francis Gymnasium. Quatre armes sont au programme, à savoir le fleuret, la seule arme avec un tournoi individuel et un tournoi par équipe, le sabre, l'épée et le singlestick,. Trois nations prennent part aux compétitions : les États-Unis, Cuba et l'Allemagne avec respectivement huit, trois et un athlètes participants,,.
Ramón Fonst, Manuel Díaz et Albertson Van Zo Post remportent à eux trois la totalité des médailles d'or, étant associés en une équipe mixte en fleuret par équipe et son tous cubains.

#### Football
Le tournoi de football-association se déroule sur la pelouse du Francis Field du 16 au 23 novembre. Seules trois équipes y participent, deux américaines et une canadienne. Les deux premières viennent de Saint-Louis et représentent la Christian Brothers College et la St. Rose Parish, la dernière la ville de Galt (Ontario). La participation de deux équipes provenant de la ville hôte est en grande partie due à Joe Lydon, qui organisa un tournoi local dans l'idée de créer une ligue amateur de football. D'autres équipes envisagent de participer mais renoncent à cause des frais de déplacement ou par crainte de la concurrence. Le tournoi, non officiel à l'origine, a été reconnu ultérieurement par le CIO mais pas par la FIFA.

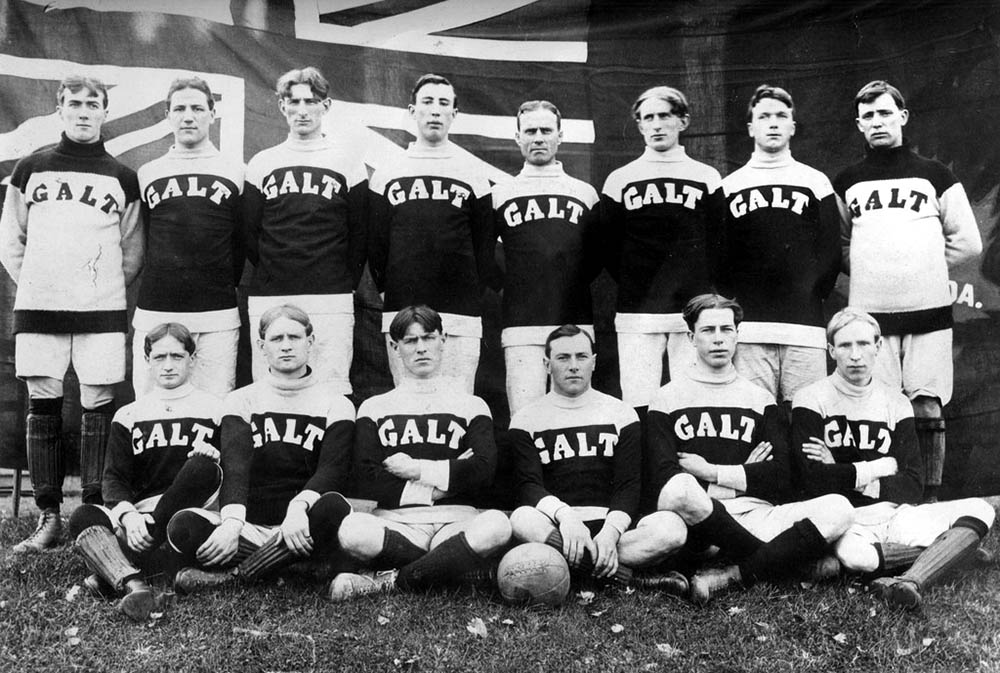
L'équipe du Galt Football Club en 1904.
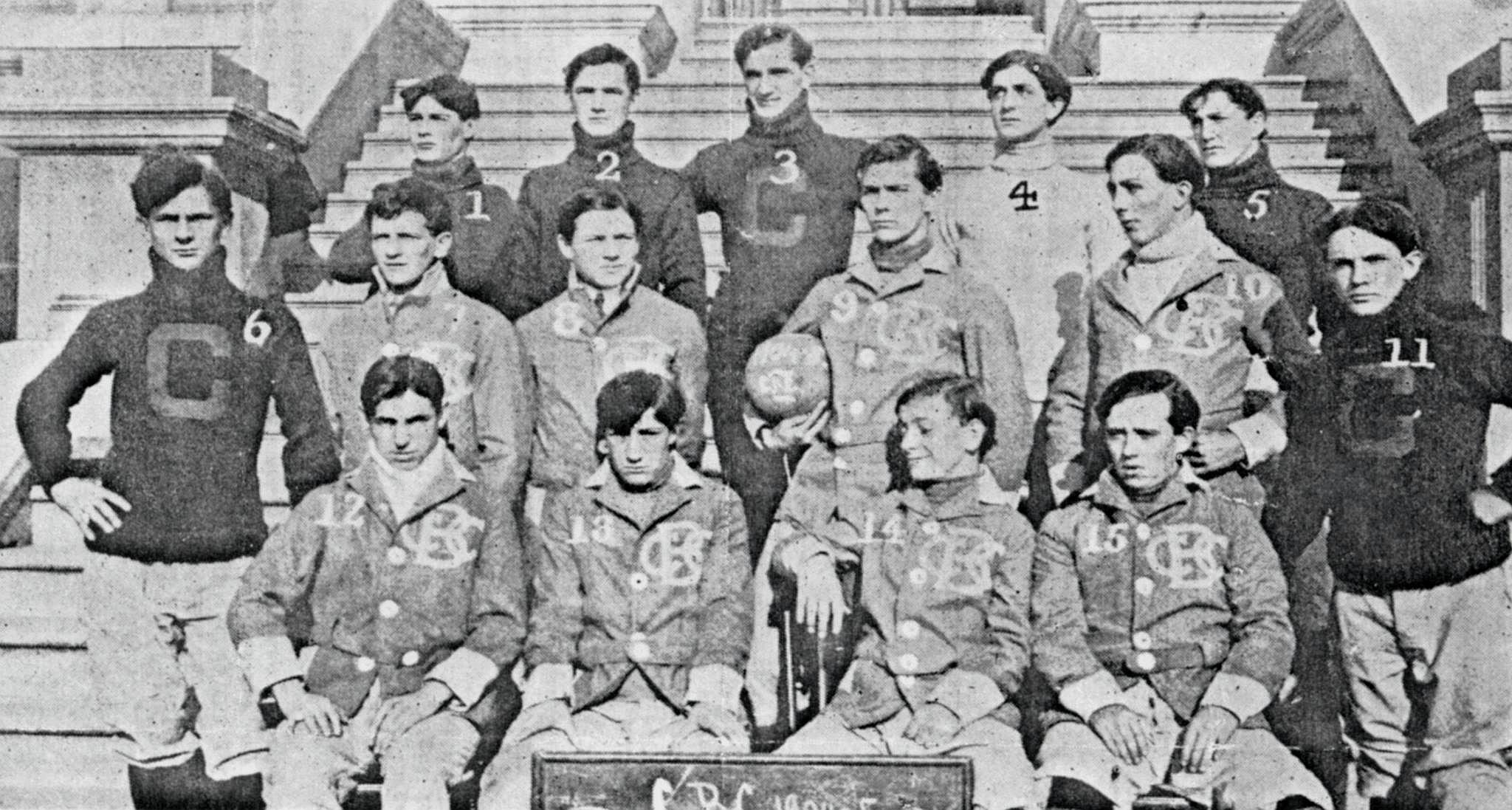
L'équipe du Christian Brothers College la même année.

En gagnant largement ses deux matchs sans concéder de but, le Galt Football Club remporte le tournoi,,. Les deux autres équipes se disputent la deuxième place en jouant non pas une mais deux parties. La première donne lieu à un score nul malgré de longues prolongations et est arrêté à cause de l'obscurité tombante ; la seconde se termine sur la victoire de l'équipe du Christian Brothers College qui est ainsi déclarée deuxième. Une autre rencontre entre les deux équipes américaines, intercalée entre ces deux matchs, s'est aussi tenue dans le cadre de la ligue de la paroisse,.

#### Golf
Le tournoi de golf se tient du 19 au 24 septembre au Glen Echo Country Club. S'alignent 72 Américains, 3 Canadiens et 2 Britanniques,. Deux épreuves sont considérées comme olympique, à savoir le tournoi individuel et le tournoi par équipe,. La présence du golf au programme des Jeux de 1904 est en grande partie due à Albert Bond Lambert qui a participé au tournoi de golf des Jeux de Paris en 1900 et est le fondateur du Glen Echo Country Club avec son beau-père George McGrew.
Parmi les Américains, Chandler Egan est donné favori de l'épreuve individuel, mais il sera finalement battu par le Canadien George Lyon. Le podium est complété par les Américains Burt McKinnie et Francis Newton qui finissent tous deux troisièmes,.
Le tournoi par équipe est remporté par la Western Golf Association, suivie par la Trans-Mississippi Golf Association et enfin la United States Golf Association.

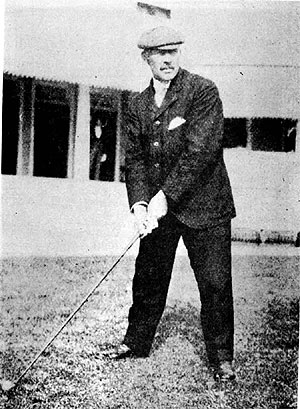
George Lyon lors du tournoi olympique.
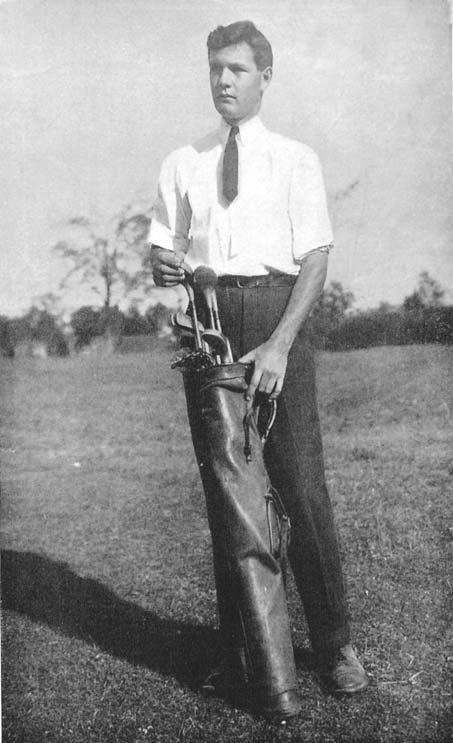
Chandler Egan en 1905.
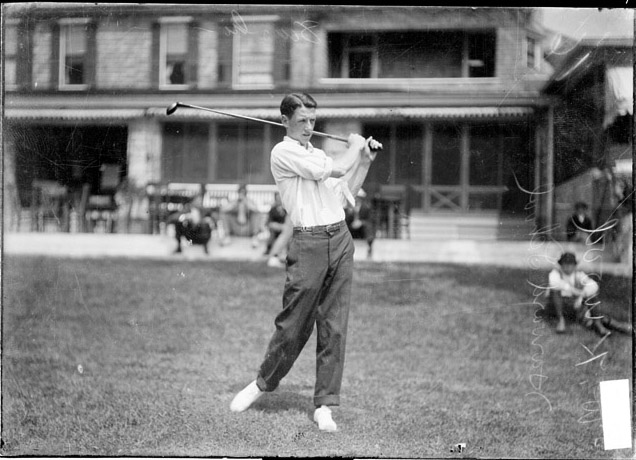
Warren Wood, membre de la Western Golf Association, en 1905.

Le golf a pour la première fois été sport olympique à Paris quatre ans plus tôt, puis disparaîtra du programme olympique jusqu'au Jeux de Rio 2016.

#### Gymnastique
Les compétitions de gymnastiques masculine sont divisées en deux temps. Le premier donne lieu à l'organisation des Championnats des Turners qui se déroulent les 1er et 2 juillet. Le second marque les Championnats de gymnastique de l'AAU, organisés le 28 octobre,.
Les Turnverein étaient des associations de gymnastes germano-américaines établies aux États-Unis sur un modèle allemand, promouvant autant une pratique physique accomplie qu'un esprit pangermain de défense du territoire national,. À la fin du XIXe siècle, la ville de Saint-Louis comptait onze clubs de gymnastiques et Turner halls, il y en avait 314 dans tout le pays.

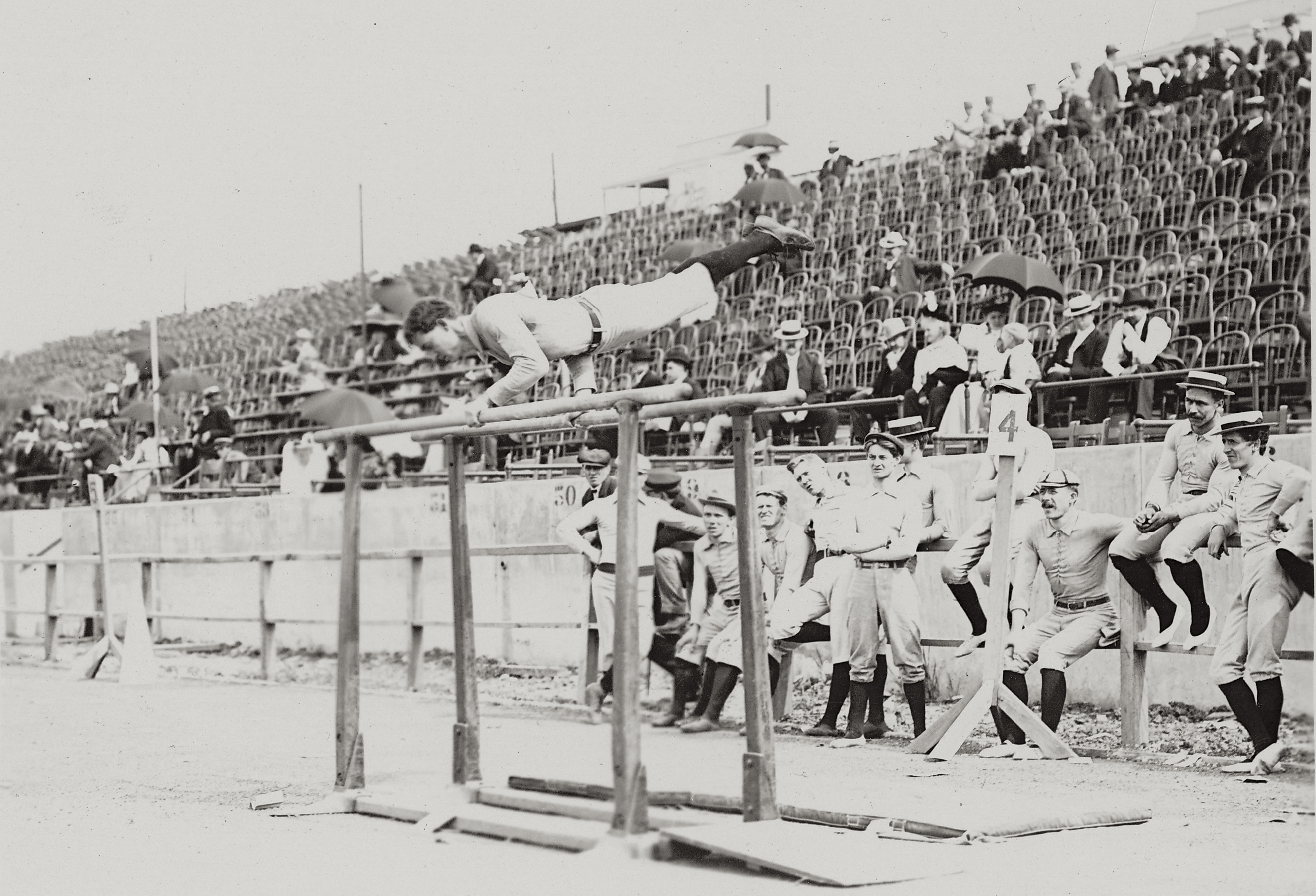
Gymnaste aux barres parallèles durant les Championnats des Turners.
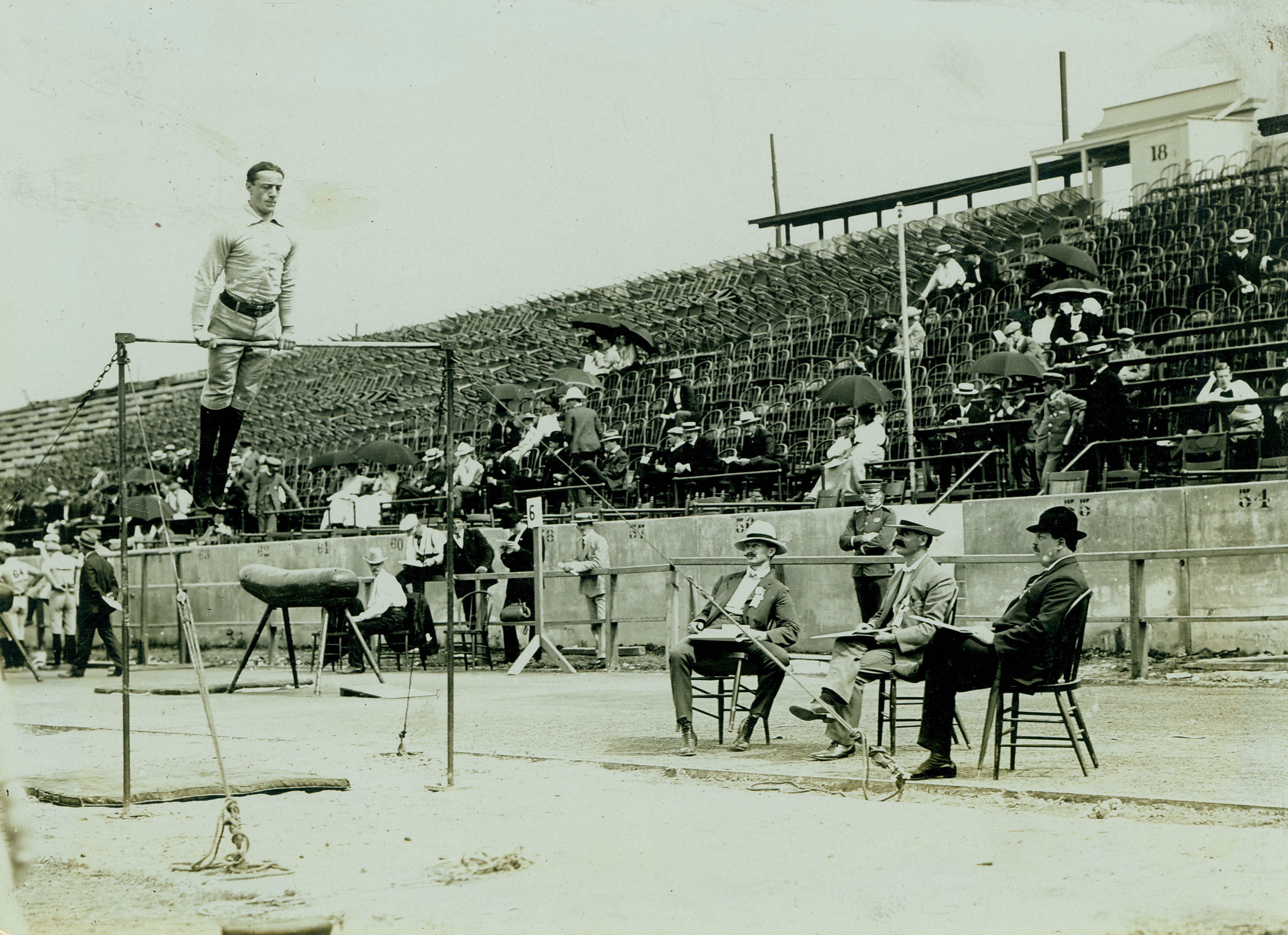
Gymnaste à la barre fixe durant les Championnats des Turners.
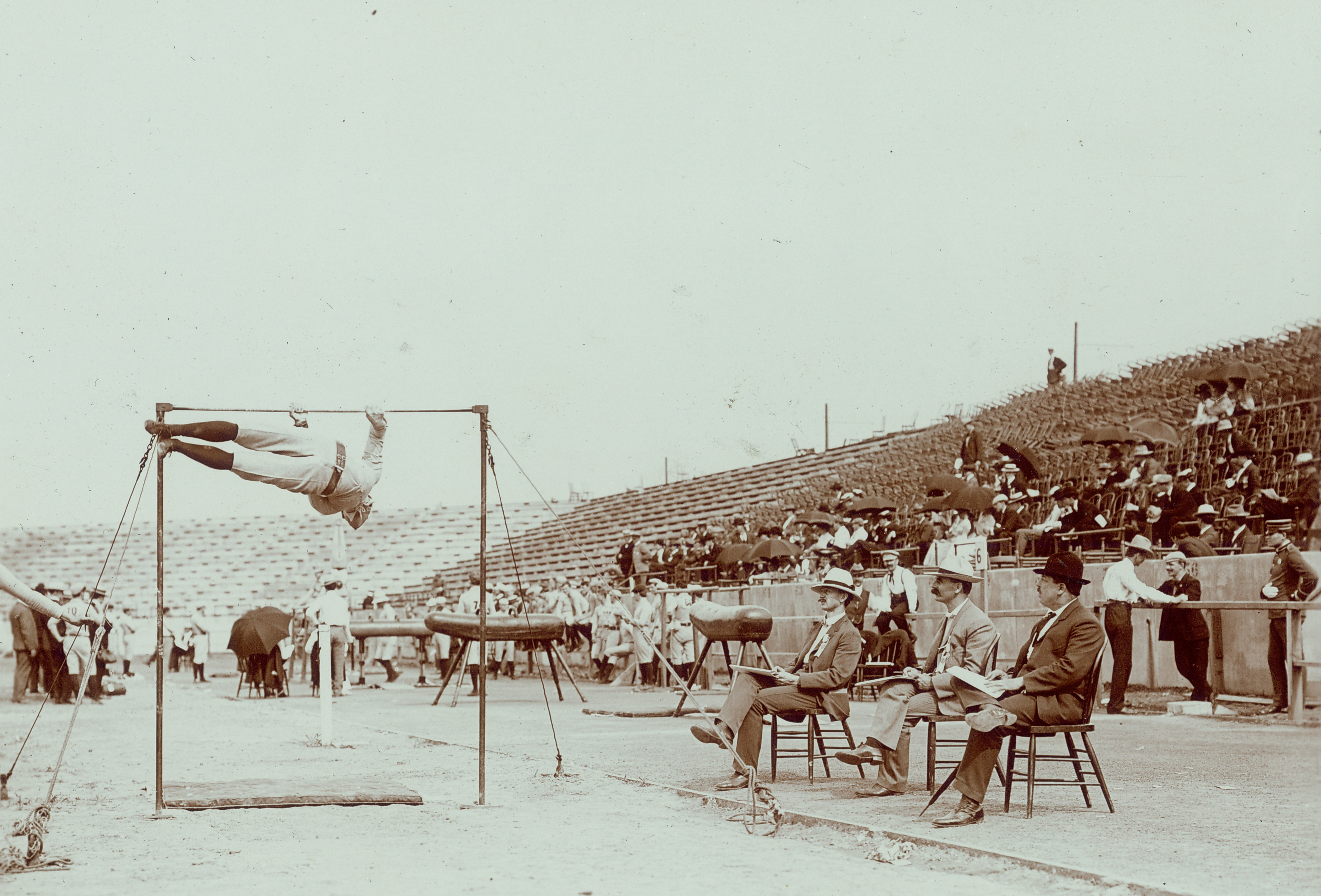
Un autre gymnaste à la barre fixe durant les Championnats des Turners.
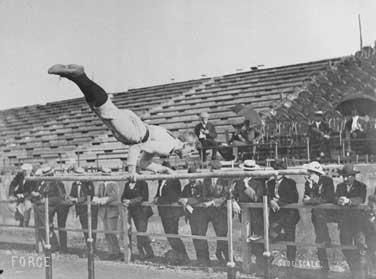
Gymnaste aux barre parallèles.

La majorité des concurrents prenant part aux Championnats des Turners sont allemands, une équipe de gymnastes berlinoise ayant fait le voyage, et beaucoup d'athlètes inscrits comme représentant des États-Unis n'ont en réalité pas encore obtenu leur nationalité américaine. Les participants aux Championnats de gymnastique de l'AAU sont tous américains, cet évènement constituant aussi le championnat national cette année-là, mais la participation d'athlètes étrangers n'ayant pas été en soi interdite, ces épreuves sont tout de même considérées comme olympiques.
Dans toutes ces compétitions, le CIO retient aujourd'hui onze épreuves. Il s'agit pour les agrès des barres parallèles, du saut de cheval, du cheval d'arçons, de la barre fixe, des anneaux, de la corde lisse et des exercices aux massues. Deux concours complets rassemblant chacun trois et quatre agrès, et deux concours individuels et par équipe comprenant des épreuves d'athlétisme en plus de celles de gymnastique, sont également organisés,.
La majorité des médailles et des titres sont remportés par des Américains. L'Allemand Wilhelm Weber et le Suisse Adolf Spinnler sont les seuls étrangers à terminer sur des podiums, à savoir ceux du concours multiple individuel et du combiné trois épreuves. Parmi ces médaillés, George Eyser est connu pour en avoir remporté six, dont trois titres olympiques, alors qu'il est amputé et porte une jambe de bois,,.

#### Haltérophilie
La compétition d'haltérophilie est organisée le 31 août et le 1er septembre pendant le tournoi d'athlétisme. La première épreuve disputée est le lever de poids lourd à deux bras. Elle est remportée par le Grec Periklís Kakoúsis, levant un poids 111,7 kg,, ce qui constitue un nouveau record olympique et du monde, suivi par les Américains Oscar Osthoff (84,37 kg) et Frank Kungler (79,61 kg) ; Oscar Olson et Frederick Winters sont quatrième et cinquième,.

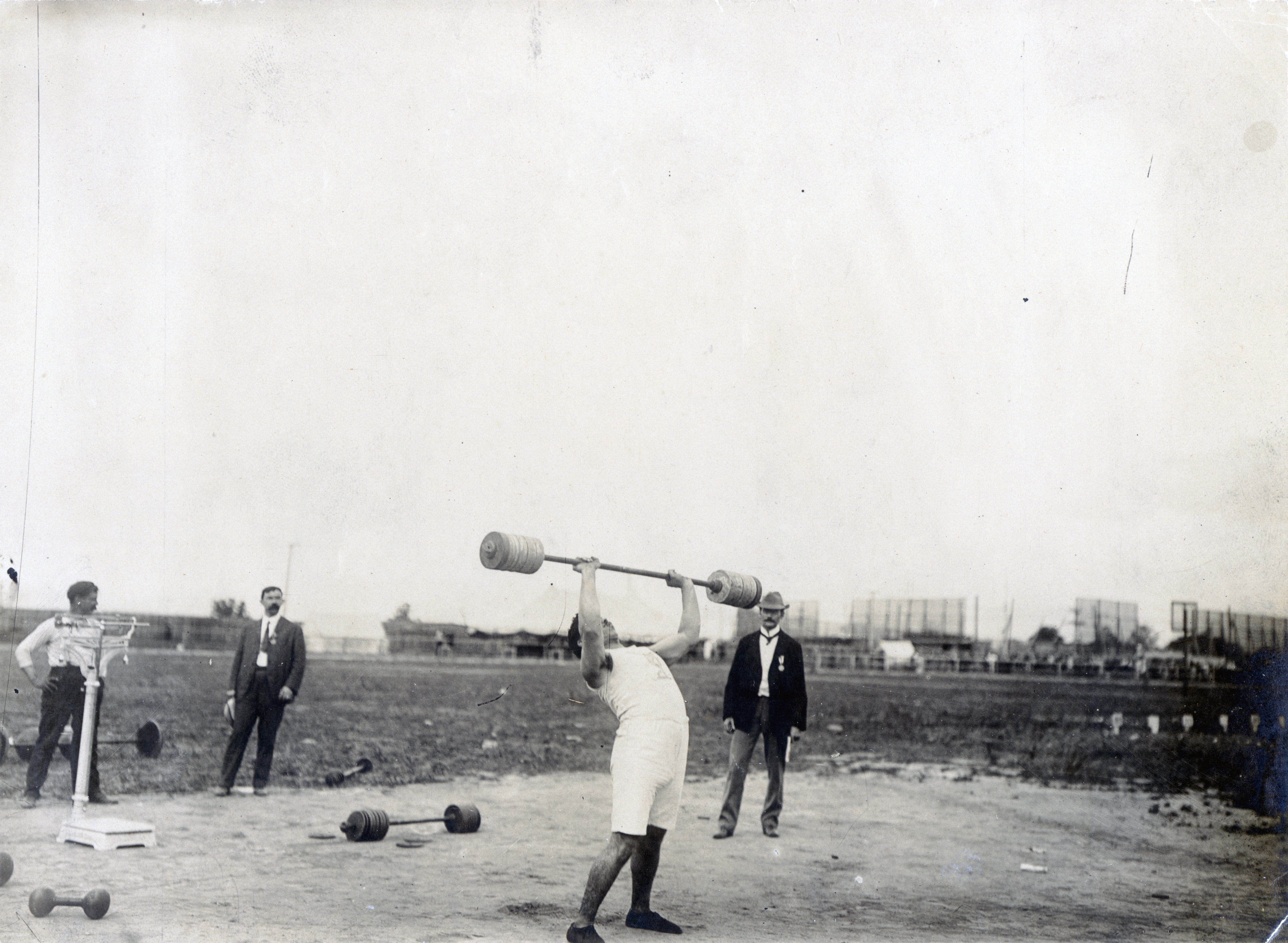
Un des levers de Periklís Kakoúsis.
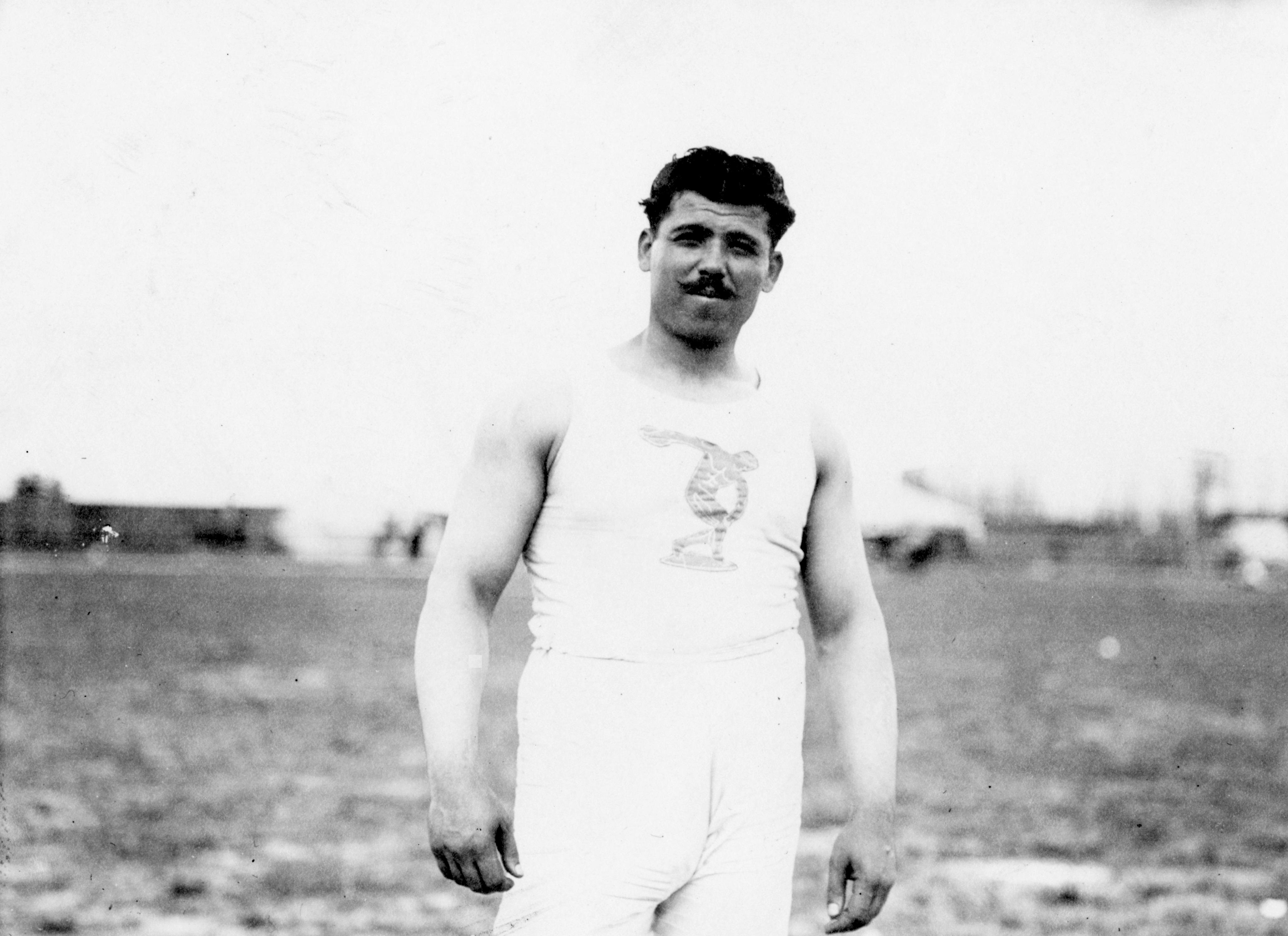
Periklís Kakoúsis portant sa tunique brodée d'un discobole.
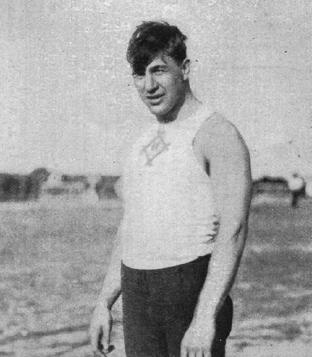
Oscar Osthoff.
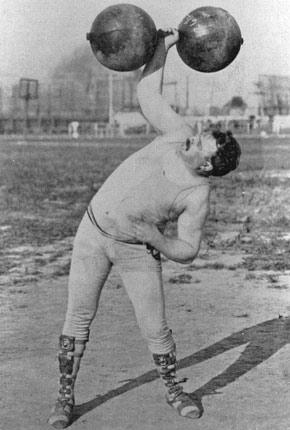
Frederick Winters.
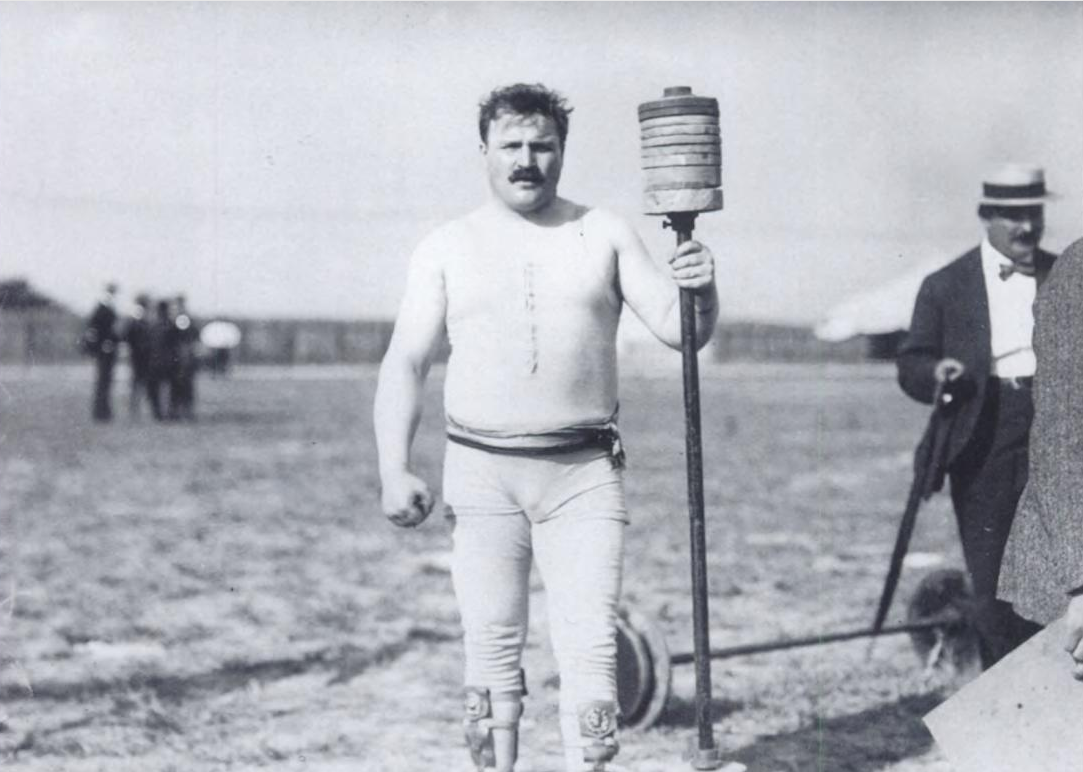
Frederick Winters posant à côté d'une barre.

La seconde épreuve est plus curieuse et est unique dans l'histoire olympique, il s'agit d'un concours multiple divisé en dix sections auquel seuls trois athlètes américains prennent part, à savoir Oscar Osthoff, Frederick Winters et Frank Kungler. Chacune des neuf premières sections consiste en un exercice précis où diffèrent mouvement et nombre d'haltères. Le premier de chaque section remporte 5 points, le deuxième 3 points et le troisième un point,. La dernière section est optionnelle, elle voit s'affronter Osthoff et Winters pour gagner des points supplémentaires. Osthoff remporte l'épreuve avec 48 points, Winters est deuxième avec 45 points et Kugler est troisième avec 10 points,.

#### Lutte

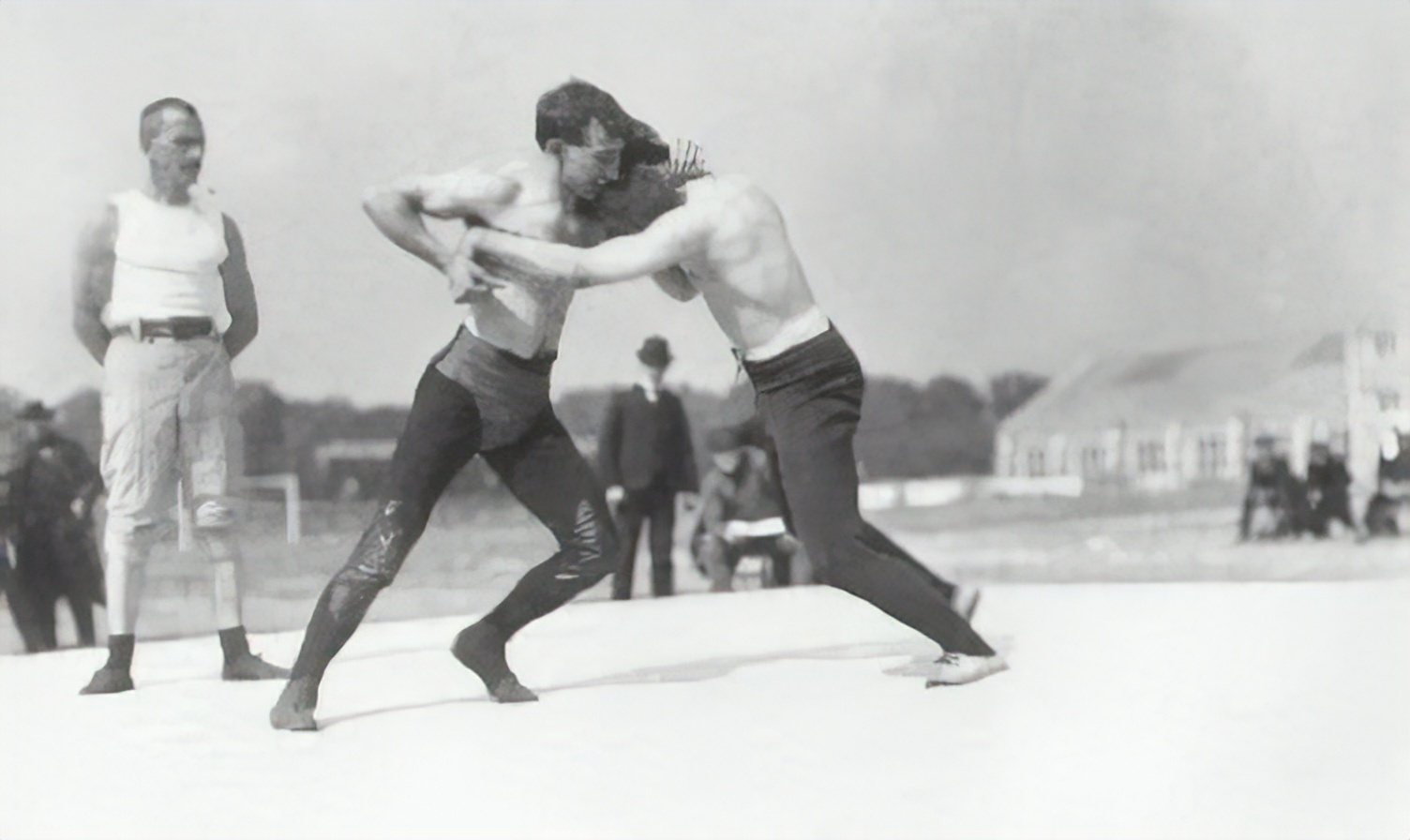
Deux lutteurs lors d'un combat.

Les compétitions de lutte sont organisés les 14 et 15 octobre dans l'enceinte du Francis Field,. La lutte libre est ajoutée pour la première fois au programme olympique, mais la lutte gréco-romaine n'est pas présente, contrairement aux Jeux de 1896,. Tous les 42 participants sont inscrits comme Américains, mais certains compétiteurs avaient encore la nationalité norvégienne et n'étaient que résidents aux États-Unis.
Les règles de l'AAU en vigueur à l'époque sont utilisées pour la compétition. Les combats sont donc disputés dans le style universitaire, ou Folk-style, dérivé d'un style appelé Catch-as-Catch-Can et servant à réguler les compétitions professionnelles.
Pour la première, sept catégories de poids différentes sont définies. Tous les médaillés sont comptabilisés comme Américains par le CIO, mais deux au moins étaient encore de nationalité norvégienne à l'époque.

#### Natation
Les épreuves de natation sont disputées, dans un bassin artificiel creusé à Forest Park pour l'occasion, par 32 participants venant de quatre pays. Elles ont lieu du 4 au 6 septembre. Les épreuves sont majoritairement remportées par les Américains avec quatorze médailles mais c'est l'Allemagne qui prend la tête du tableau des médailles avec quatre médailles d'or pour huit médailles contre trois en or pour les États-Unis.
Pour le 50 yards, le Hongrois Zoltán von Halmay remporte la médaille d'or en 28,2 secondes, soit le même temps que l'Américain Scott Leary qui termine cependant à la deuxième place tandis que la médaille de bronze est remportée par l'Américain Charles Daniels en 28 secondes. Le nageur hongrois remporte également l'or aux 100 yards. Von Halmay, Charles Daniels et l'Allemand Emil Rausch remportent chacun deux médailles d'or.
Le relais 4 x 50 yards a lieu entre quatre équipes américaines. Le relais du New York Athletic Club termine à la première place suivi de celui de la Chicago Athletic Association et du Missouri Athletic Club.

#### Plongeon
Les épreuves de plongeon sont disputées par 10 participants venant de 2 pays. Les Américains raflent au total cinq médailles dont deux en or tandis que les Allemands en remportent deux, une d'argent et une de bronze. L'épreuve du plongeon en longueur n'est apparue qu'une seule fois aux Jeux olympiques ce qui fait que la distance de 19,05 mètres atteinte par le plongeur américain William Dickey est un record olympique.

#### Roque

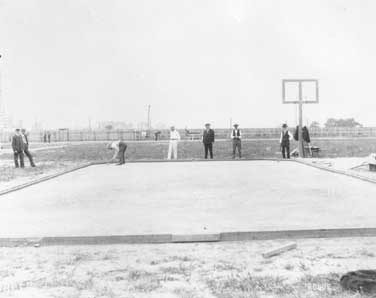
Compétitions de roque.

Le roque, variante américaine du croquet, n'a été sport olympique qu'en 1904. La compétition se tient au Francis Field vraisemblablement du 1er au 12 août selon le Spalding’s Official Athletic Almanac for 1905, qui annonce aussi une fin des épreuves le 13 août. Les quatre athlètes qui prennent part aux compétitions, bien qu'ouvertes à toutes les nationalités, sont Américains. Charles Jacobus est désigné vainqueur, avec 5 victoires et une défaites. Le podium est complété par Smith Streeter (4 victoires - 2 défaites) et Charles Brown (2 victoires - 4 défaites). William Chalfant est quatrième avec une victoire et 5 défaites.
Charles Jacobus est considéré comme l'inventeur de ce sport, c'est notamment lui qui va imposer le nom « roque » à la place de « croquet ». Il est d'ailleurs désigné président des compétitions de roque lors des Jeux de 1904.

#### Tennis
Les épreuves de tennis sont disputées en terre battue par 35 concurrent américains et un Allemand. Les Américains remportent toutes les médailles, Beals Wright remporte deux médailles d'or ; une en simple messieurs et l'autre en double messieurs avec Edgar Leonard.

#### Tir à la corde
Six équipes, dont quatre américaines, prennent part aux compétitions de tir à la corde qui se tiennent le 30 août et le 1er septembre. Les autres nations représentées sont l'Afrique du Sud et la Grèce, ces deux équipes étant respectivement désignées par Boers et Pan-Hellenic. Chez les Américains, une équipe représente le Milwaukee Athletic Club, deux les Southwest Turnverein of Saint Louis et une dernière le New York Athletic Club. Les équipes étant chacune composées de cinq athlètes, ce sont donc trente sportifs qui prennent part au tournoi. Il est remporté par l'équipe du Milwaukee Athletic Club, les deux équipes des Southwest Turnverein of Saint Louis se partagent les deux autres places du podium. La quatrième place est détenue par l'équipe du New York Athletic Club, la dernière place revenant aux deux équipes étrangères classées ex æquo.

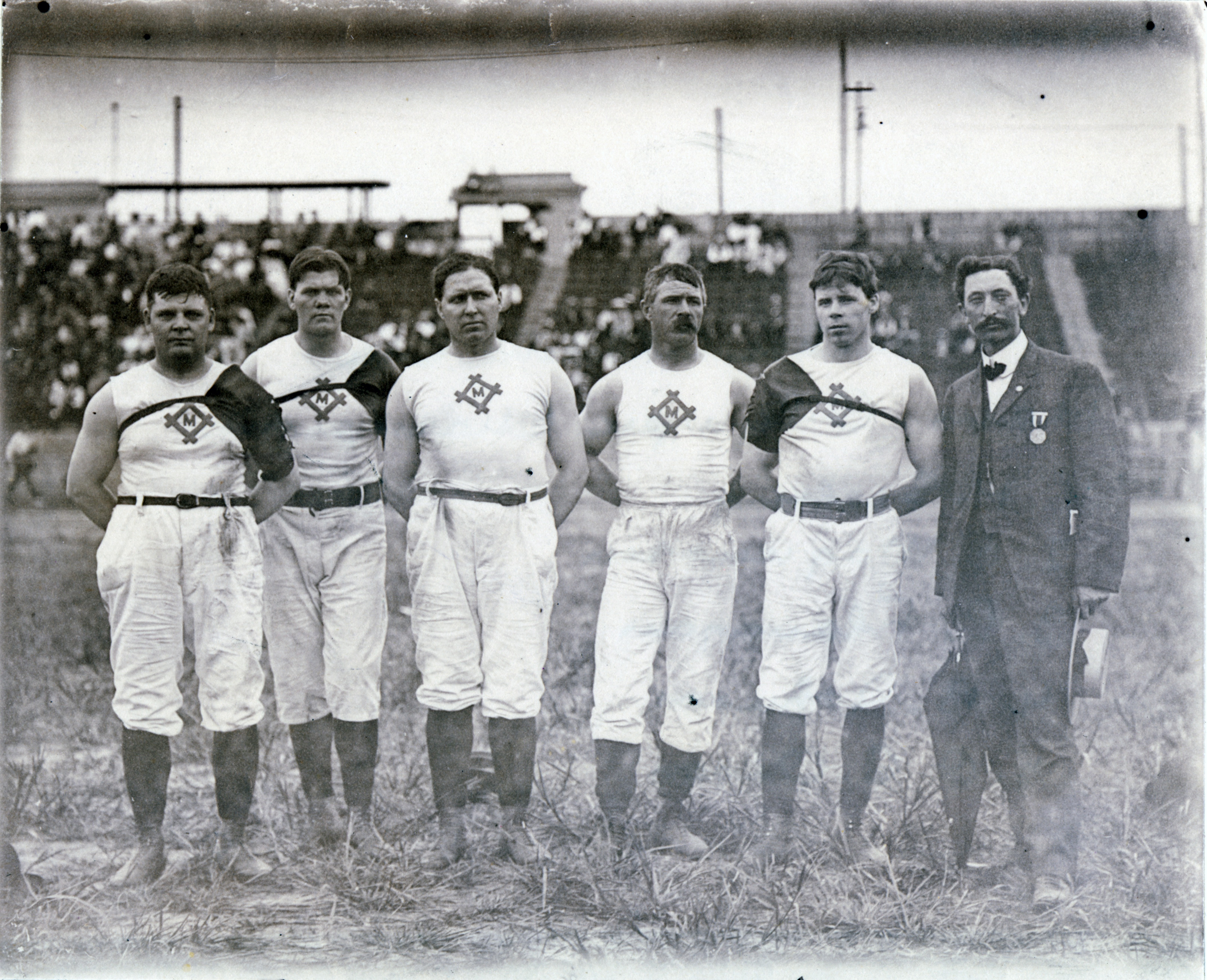
L'équipe du Milwaukee Athletic Club.
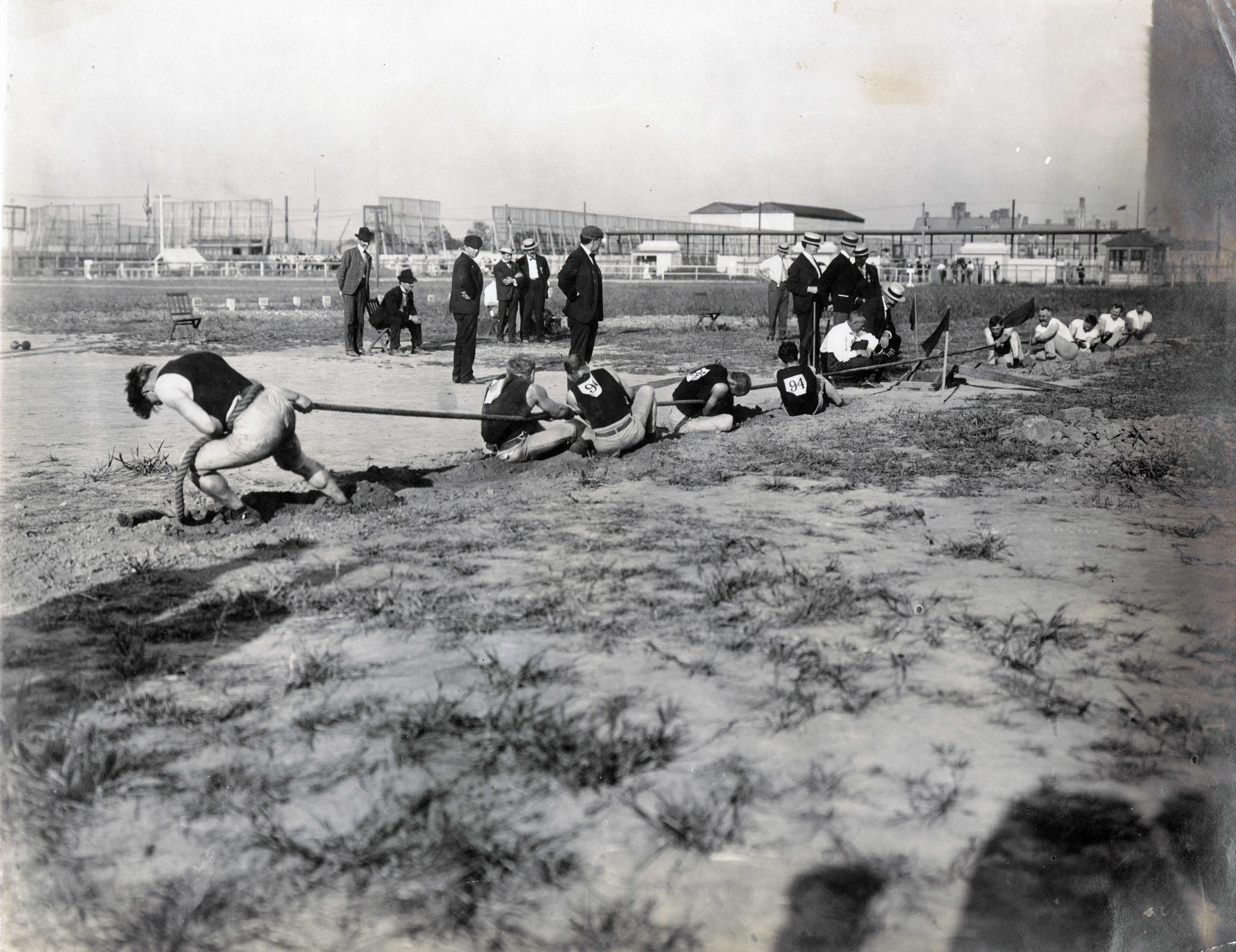
Opposition entre les deux équipes des Southwest Turnverein of Saint Louis.
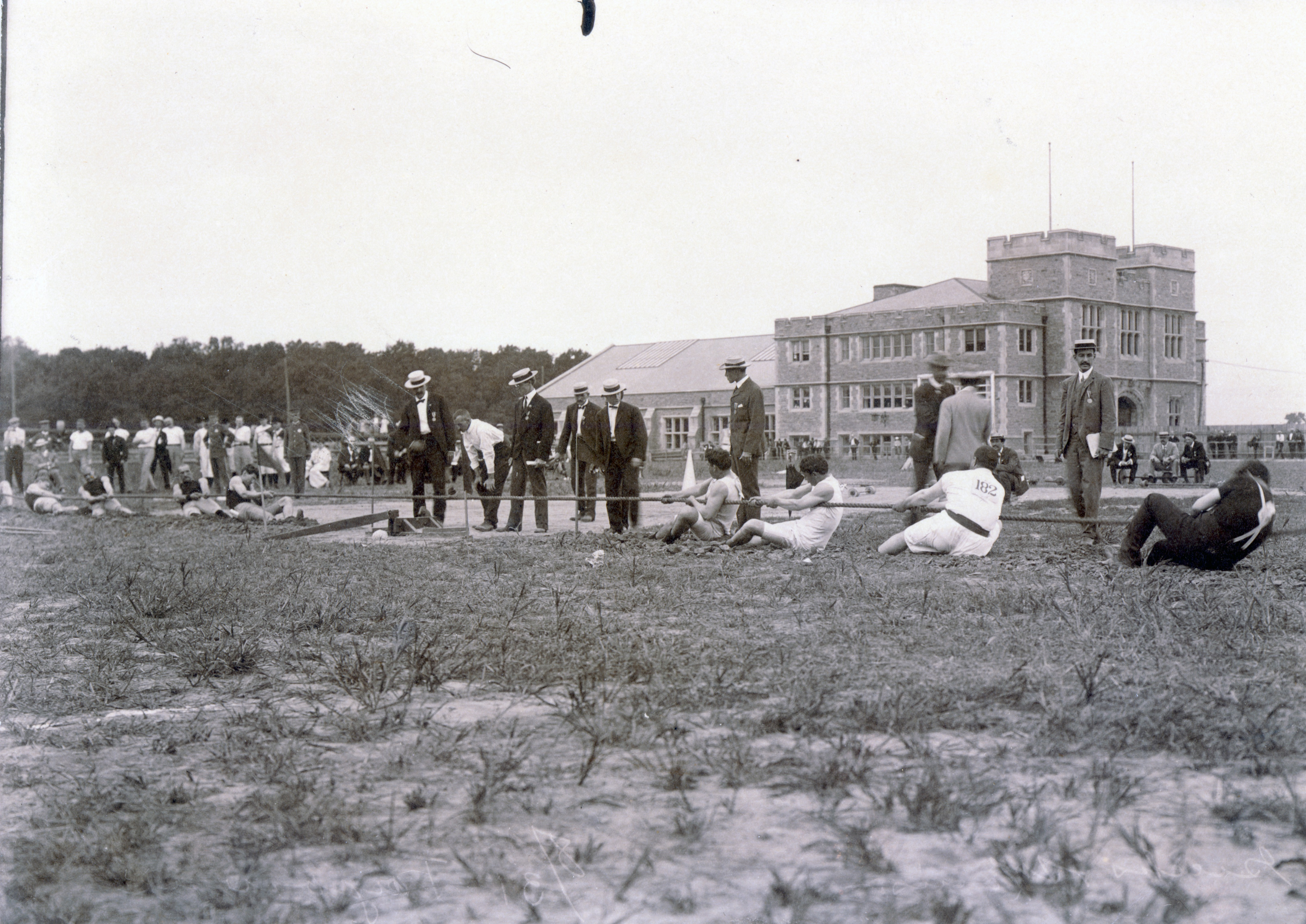
L'équipe grecque face à l'équipe no 2 des Southwest Turnverein of Saint Louis.
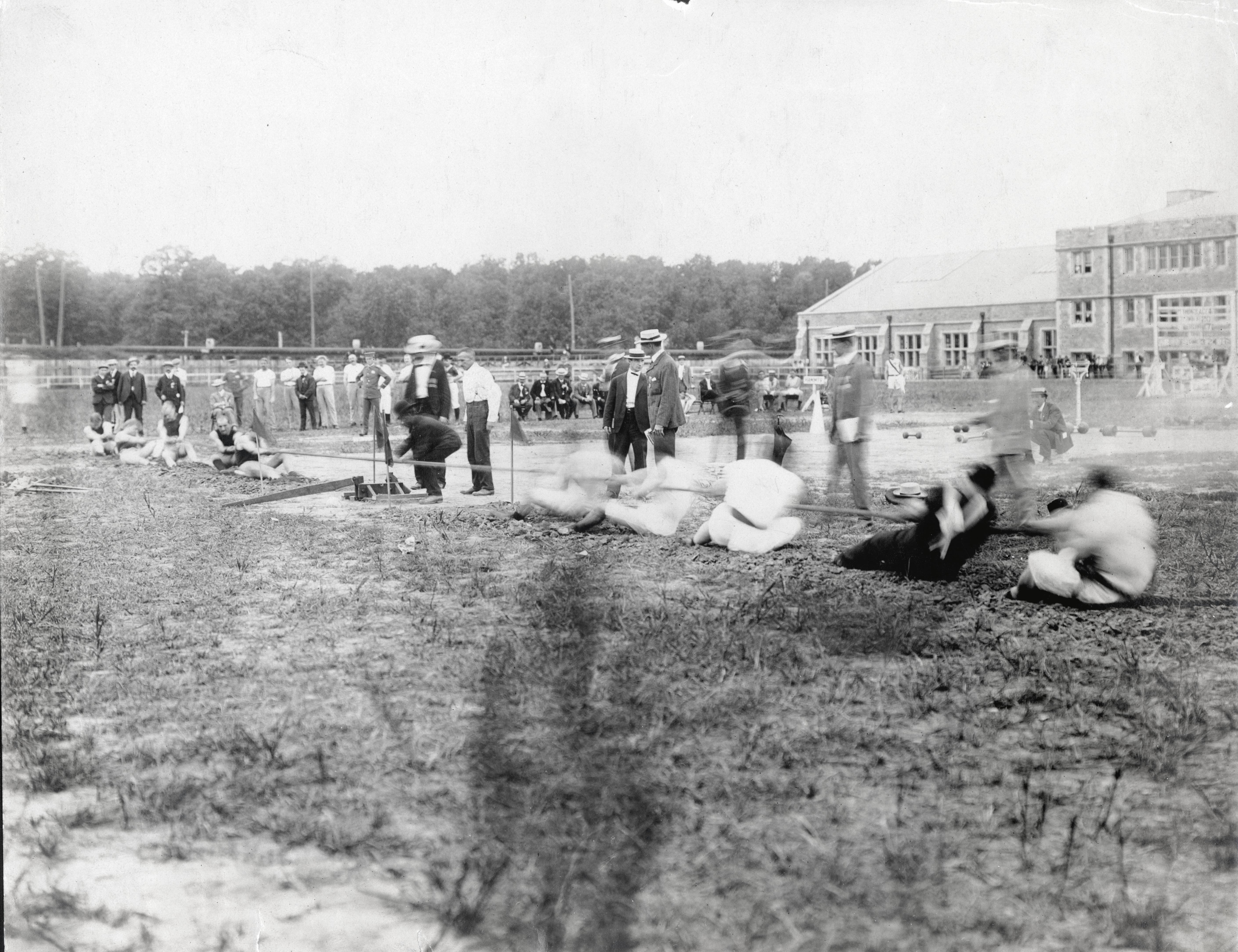
Partie opposant les grecs et l'équipe no 1 des Southwest Turnverein of Saint Louis.

#### Tir à l'arc
Les épreuves de tir à l'arc sont disputées par 29 participants américains. Par conséquents, ceux-ci remportent toutes les médailles des six épreuves. Georges Bryant et Matilda Howell remportent chacun deux médailles d'or. C'est ainsi la première fois que des femmes participent à des épreuves féminines.

#### Water-polo
La compétition de water-polo se déroule les 5 et 6 septembre. L'aire de jeu est définie sur une partie du Life Saving Exhibition Lake, un des lacs artificiels du Forest Park,. Seules trois équipes, toutes américaines, y participent. Il s'agit des équipes du New York Athletic Club, de la Chicago Athletic Association et du Missouri Athletic Club,,. Une équipe allemande souhaite également participer, mais elle n'y sera pas autorisée parce que composée de joueurs de plusieurs clubs,. Certains historiens olympiques considèrent à ce titre et à l'inverse du CIO que le water-polo n'est qu'une discipline de démonstration des Jeux de 1904,. De plus, les matchs sont joués selon les règles américaines qui diffèrent des règles pratiquées en Europe : le jeu est plus violent, le ballon est en partie dégonflé et les buts ne sont marqués que si le joueur frappe le ballon en étant placé dans le but de l'équipe adverse,.
Le premier match est joué le 5 septembre, il oppose les équipes de New York et du Missouri, et se termine sur le score de 5 à 0 en faveur des premiers,,. Le second match, joué le lendemain, oppose les équipes et New York et de Chicago, et se solde par une victoire des premiers 6 à 0,,,. L'équipe du New York Athletic Club remporte la médaille d'or, celle de la Chicago Athletic Association l'argent et l'équipe de du Missouri Athletic Club termine troisième et dernier, décrochant ainsi la médaille de bronze,.

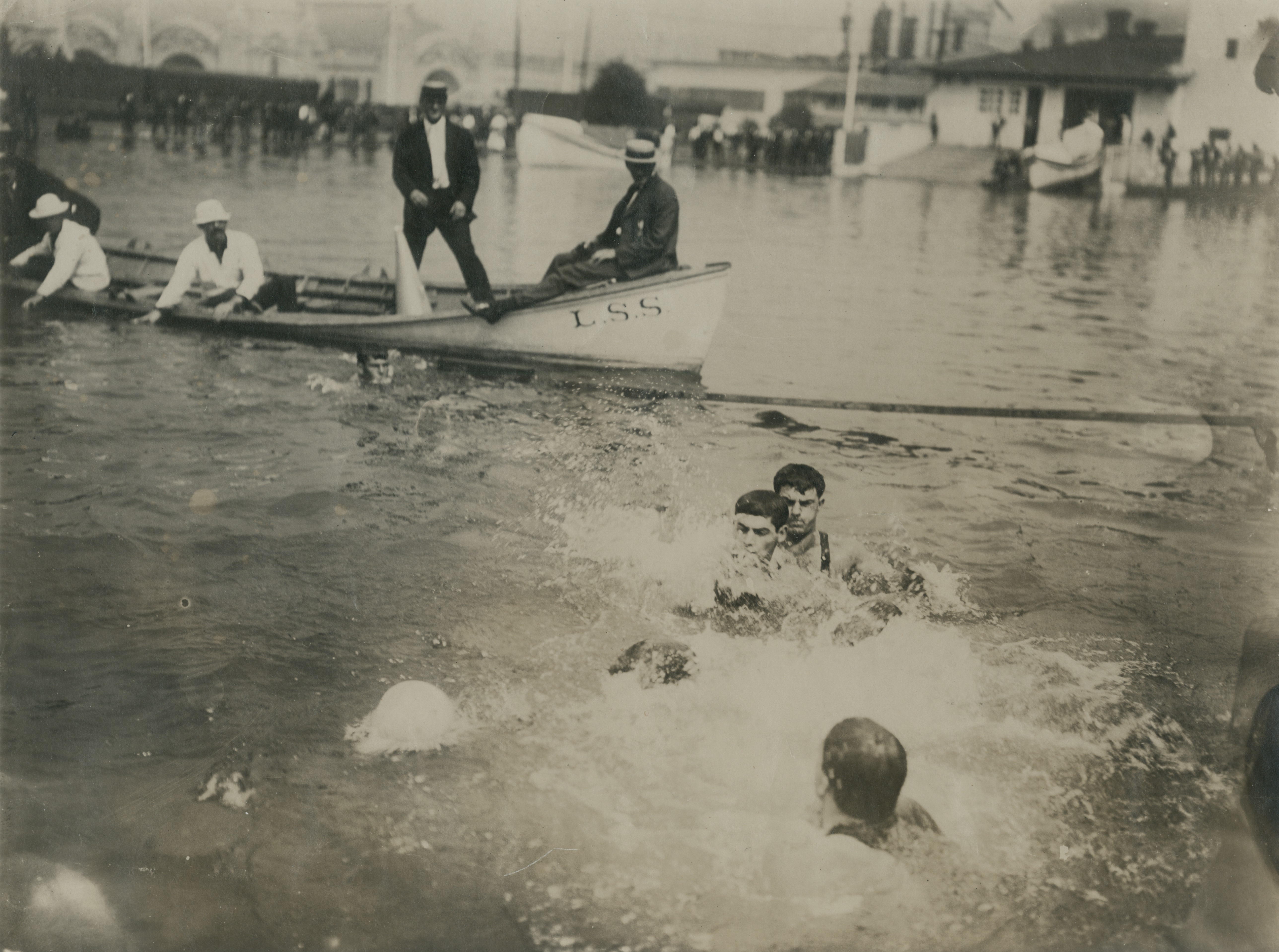
Match de water-polo opposant les équipes de New York et de Chicago.
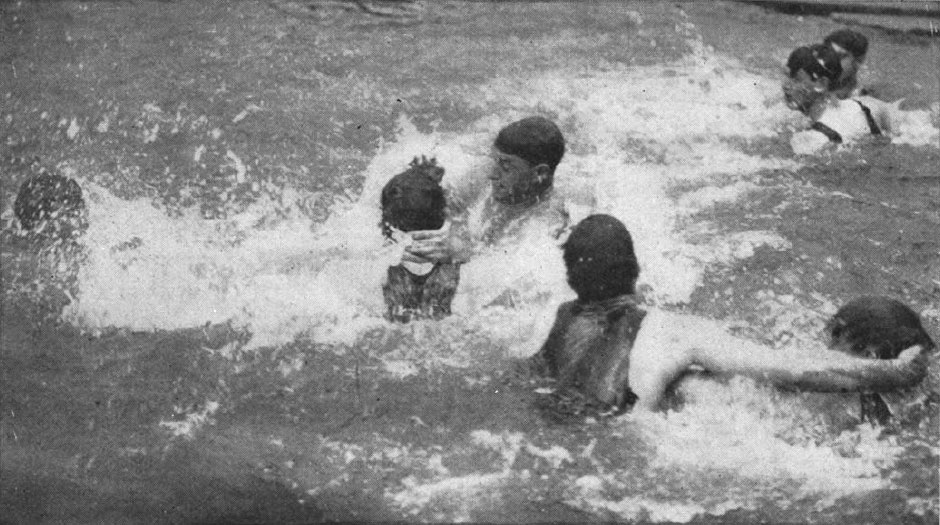
Match de water-polo.
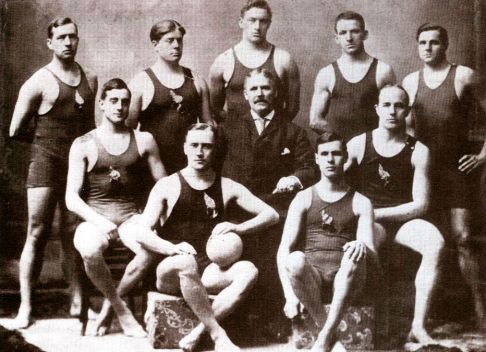
L'équipe du New York Athletic Club.

Plusieurs athlètes sont tombés malades, atteints de fièvre typhoïde, et au moins trois sont morts après la compétition car l'eau du bassin dans lequel se jouaient les matchs était polluée à cause des activités de la Louisiana Purchase Exposition, notamment par les déjections des troupeaux et autres animaux présents lors de l'Exposition,,. Sullivan dément en bloc en ridiculisant les accusations des joueurs.

### Tableau des médailles
Toutes les nations participantes, au nombre de 13, gagnent au moins une médaille. Les États-Unis sont de loin les premiers avec un total de 231 médailles sur les 283 à remporter pour les Jeux dont 76 en or. L'Allemagne est deuxième avec 15 médailles dont 4 en or et le Canada est troisième avec seulement 6 médailles mais 4 en or. L'Australie est le seul pays à ne pas avoir gagné de médailles d'or, alors que Cuba et la Norvège n'ont remporté que des médailles d'or. C'est en athlétisme et en gymnastique qu'ont été remportés le plus grand nombre de médailles. Les américains n'ont pas remporté de médailles d'or dans trois disciplines, l'escrime, le football et le crosse. C'est encore après les Jeux olympiques d'été de 2020, le meilleur résultat des États-Unis.
| Rang  | Nation                 | Or | Argent | Bronze | Total |
| ----- | ---------------------- | -- | ------ | ------ | ----- |
| 1     | États-Unis (pays hôte) | 76 | 78     | 77     | 231   |
| 2     | Allemagne              | 4  | 5      | 6      | 15    |
| 3     | Canada                 | 4  | 1      | 1      | 6     |
| 4     | Cuba                   | 3  | 0      | 0      | 3     |
| 5     | Hongrie                | 2  | 1      | 1      | 4     |
| 5     | Équipe mixte           | 2  | 1      | 1      | 4     |
| 7     | Norvège                | 2  | 0      | 0      | 2     |
| 8     | Autriche               | 1  | 1      | 1      | 3     |
| 9     | Grande-Bretagne        | 1  | 1      | 0      | 2     |
| 10    | Suisse                 | 1  | 0      | 2      | 3     |
| 11    | Grèce                  | 1  | 0      | 1      | 2     |
| 12    | Australie              | 0  | 3      | 1      | 4     |
| 13    | France                 | 0  | 1      | 0      | 1     |
| Total | Total                  | 97 | 92     | 91     | 280   |

### Sportifs les plus médaillés
Le top 10 des sportifs les plus médaillés, comprenant 20 sportifs en raison du nombre de médaillés exæquo à plusieurs places du classement, est majoritairement représenté par les Américains qui occupent 17 places. On retrouve l'Allemand Emil Rausch, le Cubain Ramon Fonst et le Hongrois Zoltan von Halmay. Mis à part ces athlètes, d'autres sont à mentionner comme l'américain William Merz qui remporte cinq médailles mais aucune en or, Frank Gailey qui en remporte quatre dont trois d'argent et Teddy Billington qui en remporte également quatre dont trois de bronze. Les athlètes les plus médaillés, toutes médailles confondues, sont George Eyser, troisième au rang des médailles, et Burton Downing, cinquième au rang des médailles. Dans le top trois, on remarque particulièrement que c'est en gymnastique que les athlètes sont les plus performants ; dans le classement général, c'est surtout l'athlétisme qui est présent.
| Rang | Athlète               | Discipline  | Médaille d'or, Jeux olympiques | Médaille d'argent, Jeux olympiques | Médaille de bronze, Jeux olympiques | Total |
| ---- | --------------------- | ----------- | ------------------------------ | ---------------------------------- | ----------------------------------- | ----- |
| 1    | Anton Heida           | Gymnastique | 4                              | 1                                  | 0                                   | 5     |
| 2    | Marcus Hurley         | Cyclisme    | 4                              | 0                                  | 1                                   | 5     |
| 3    | George Eyser          | Gymnastique | 3                              | 2                                  | 1                                   | 6     |
| 4    | Archie Hahn           | Athlétisme  | 3                              | 0                                  | 0                                   | 3     |
| 4    | Harry Hillman         | Athlétisme  | 3                              | 0                                  | 0                                   | 3     |
| 4    | Jim Lightbody         | Athlétisme  | 3                              | 0                                  | 0                                   | 3     |
| 4    | Ray Ewry              | Athlétisme  | 3                              | 0                                  | 0                                   | 3     |
| 5    | Burton Downing        | Cyclisme    | 2                              | 3                                  | 1                                   | 6     |
| 6    | Charles Daniels       | Natation    | 2                              | 1                                  | 1                                   | 4     |
| 7    | Emil Rausch           | Natation    | 2                              | 0                                  | 1                                   | 3     |
| 8    | Beals Wright          | Tennis      | 2                              | 0                                  | 0                                   | 2     |
| 8    | Ed Hennig             | Gymnastique | 2                              | 0                                  | 0                                   | 2     |
| 8    | George Bryant         | Tir à l'arc | 2                              | 0                                  | 0                                   | 2     |
| 8    | Matilda Scott Howell  | Tir à l'arc | 2                              | 0                                  | 0                                   | 2     |
| 8    | Meyer Prinstein       | Athlétisme  | 2                              | 0                                  | 0                                   | 2     |
| 8    | Oliver L. Kink        | Boxe        | 2                              | 0                                  | 0                                   | 2     |
| 8    | Ramón Fonst           | Escrime     | 2                              | 0                                  | 0                                   | 2     |
| 8    | Zoltán von Halmay     | Natation    | 2                              | 0                                  | 0                                   | 2     |
| 9    | Albertson Van Zo Post | Escrime     | 1                              | 1                                  | 2                                   | 4     |
| 10   | Ralph Rose            | Athlétisme  | 1                              | 1                                  | 1                                   | 3     |

## Impact et retombées

### Presse
Les premières images animées des Jeux olympiques datent de 1904 et montrent une épreuve d'athlétisme. Elles étaient destinées à être diffusées lors des actualités cinématographiques,.

### Héritage
En tant qu'hôte des Jeux de 1904, Saint-Louis est membre de la World union of Olympic cities (Union mondiale des villes olympiques), association internationale reconnue par le CIO regroupant la majorité des villes hôtes des Jeux olympiques et des Jeux olympiques de la jeunesse leur permettant d'échanger sur leur expérience d'accueil d'un évènement de l'ampleur des Jeux,.
La St. Louis Sports Commission développe depuis 2012 un large programme de commémoration de la première Olympiade organisée sur le sol américain. Divers projets sont progressivement annoncés et mis en place par la Commission. Elle prévoit l'installation de panneaux explicatifs sur les sites de compétition ainsi qu'un marquage du tracé du marathon,. Le 5 février 2018, la Commission dévoile un projet d'installation d'une sculpture des anneaux olympiques sur le campus de l'université Washington de Saint-Louis,. Bien qu'ils ne furent créés par Coubertin qu'en 1913, les anneaux olympique seront utilisés par la ville de Saint-Louis avec l'aval du CIO. La sculpture est inaugurée le 28 septembre 2018.

### Hommage dans l'art olympique

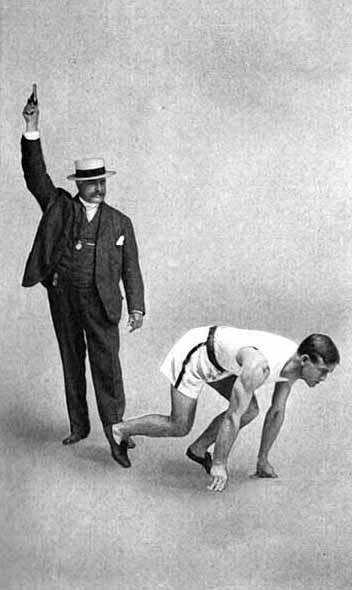
Walter H. Liginger et Archie Hahn dans une mise en scène de départ de course.

Pour les Jeux olympiques de Mexico 1968, l'équipe du Programme de l'identité olympique produit une affiche pour promouvoir le festival international du cinéma et des techniques cinématographiques sportives, organisé dans le cadre du programme culturel,. Cette affiche reprend une photographie prise pendant les Jeux olympiques de 1904 qui met en scène Walter H. Liginger et Archie Hahn, feignant de respectivement donner et prendre le départ d'une course d'athlétisme. Cette photographie est par ailleurs reproduite en page 4 du rapport de Charles J. P. Lucas.